# 以色列地犹太人及犹太教历史
犹太人与犹太教在以色列地的历史可以追溯到公元前两千年，当时以色列人作为迦南人的一支在迦南南部兴起。据希伯来圣经记载，曾经存在一个以色列联合王国，但后来分裂为北部的以色列王国和南部的犹大王国。以色列王国于公元前约772年被新亚述帝国征服，而犹大王国则于公元前586年被被新巴比伦帝国征服。此后犹太人被流放到巴比伦，直到公元前538年居鲁士大帝领导的阿契美尼德帝国击败新巴比伦帝国后，许多犹太流亡者才返回耶路撒冷并建造了第二圣殿。
公元前332年，亚历山大大帝统治下的马其顿王国征服了包括耶胡德（犹地亚）在内的阿契美尼德帝国。此事件引发了长期的宗教斗争，导致犹太人口分裂为传统派和希腊化派。马加比起义之后，独立的哈斯蒙尼王朝于公元前165年建立。公元前64年，罗马共和国征服了犹地亚，先是将其变为附庸国，最终于公元6年将其变为罗马的一个行省。尽管古代以色列地区曾受多个帝国统治，也有不同的族裔在此居住，但直到公元66年至136年犹太—罗马战争之前，犹太人仍是该地区的主要族群。伴随着连续不断的战争，罗马帝国及其继承者拜占庭帝国开始了对当地犹太人口的长期暴力、奴役、驱逐、强迫皈依和强制迁移，由此开启了犹太人的大流亡时期。
此后，犹太人在除加利利以外的大多数地区成为少数族群。公元3世纪以后，该地区逐渐基督教化。尽管当时基督徒和犹太人的比例尚不清楚，但前者可能在城市地区占主导地位，而后者则主要留在农村地区。到穆斯林征服黎凡特时，犹太人聚居中心已从160多个减少到约50个。据以色列考古学家迈克尔·阿维-约纳估算，614年萨珊王朝攻占耶路撒冷时，犹太人仅占巴勒斯坦地区人口的10—15%。而另一位以色列历史学家摩西·吉尔则表示，直到638年穆斯林征服此地之前，犹太人一直占此地人口的大多数。仍在巴勒斯坦地区的犹太人在十字军东征期间与穆斯林并肩作战，并在耶路撒冷王国统治下遭到迫害。
1517年，奥斯曼帝国占领了该地区，并一直统治到1917年英国征服此地为止。此后，该地区处于英国的托管之下。在犹太复国主义运动及其推动的大规模犹太移民的影响下，犹太国家以色列于1948年在古代以色列地的部分土地上宣布成立。

## 语源
“犹太”一词源于圣经希伯来语（Yehudi，音译“耶胡迪”），原意是指犹大支派或犹大王国的人民。其中的“犹大”是指圣经中雅各的第四子犹大。希伯来语Yehudi最初仅指犹大支派。随着以色列王国的灭亡，该词逐渐被用来泛指犹大王国的所有部族，除犹大支派外也包含便雅悯支派、利未支派等。
以色列地被犹太人视为应许之地，是孕育犹太人身份的摇篮。不过这种身份的形成是一个漫长的过程，在巴比伦流亡之后逐渐清晰并大致发展成为如今的面貌。到了公元前332年后的希腊化时期，犹太人已在耶路撒冷建立起一个具有鲜明自我意识的独立社群。

## 远古时代

### 早期以色列人

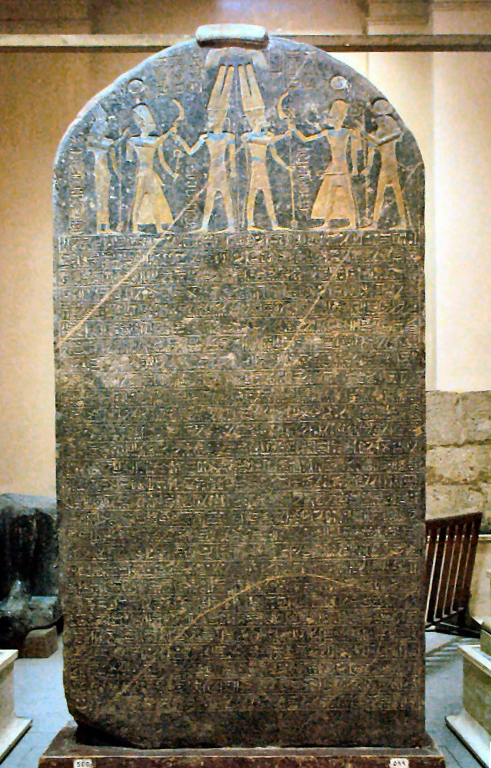
麦伦普塔赫石碑上有现存最早的“以色列”名称记录

以色列人是古代近东铁器时代一些闪米特语部落的联盟，他们曾居住在迦南的部分地区。根据希伯来圣经的描述，以色列人的起源可以追溯到圣祖亚伯拉罕与其妻撒拉，他们的儿子以撒与其妻利百加，以撒与利百加之子雅各，以及雅各的妻子利亚、拉结以及女仆悉帕和辟拉。雅各后来改名“以色列”，即以色列人名称的由来。
然而现代考古学对这一宗教叙事的历史真实性提出了质疑，将其重新定义为一种用于凝聚民族意识的神话叙事。根据现代考古学的研究，以色列人是从长期居住在黎凡特的土著迦南民族中分支而来。他们发展出了一种以古代迦南神祇之一雅威为中心的独特拜一神论信仰，并最终演变成一神论宗教。雅威信仰的兴起以及一系列与之相关的宗教习俗逐渐塑造出了一个独特的以色列族群，将他们与其他迦南人区别开来。
“以色列”这一名称最早出现在公元前1209年左右埃及法老麦伦普塔的石碑之上，上面刻有“以色列荒芜，其种无存”的碑文。这里的“以色列”是指迦南中部高地的一个文化或政治实体，埃及人认为它的发展已足够成熟，将其视为对埃及霸权的潜在威胁。以色列人的祖先可能包括占领迦南的闪族人以及海上民族。现代考古学家认为，从铁器时代早期的某个时期开始，一个族群将自己视为“以色列人”，通过诸如宗教、禁止通婚、强调家族史与家谱等方式，将自己与迦南人区分开来。考古证据表明，当时在迦南中部高地诞生了一种新的文化。该片区域以前人烟稀少，但在几代人的时间内，一系列新的村庄纷纷在此建立，其居民的文化似乎与迦南人和非利士人不同。这被认为是以色列人作为一个独特民族的起源。
大量的考古发掘为我们揭示了铁器时代早期以色列社会的图景。这是一个以村庄为中心的社会，资源有限，人口较少。这一时期的以色列人主要居住在小村庄中，其中最大的村庄人口不超过300至400人。他们的村庄建在山顶，房屋围绕着一个公共庭院成群而建。房屋用泥砖建造，以石头为地基，通常有三至四间房间，有时还会有木制的二楼。居民以农耕和放牧为生。他们在山坡上开辟梯田，种植各种作物并维护果园。这些村庄在经济上基本能自给自足，经济交流也很普遍。根据圣经记载，在以色列君主制兴起之前，早期的以色列人是由士师或酋长领导，他们在危机时期担任军事领袖。现代学者们对此说法的历史真实性意见不一。然而，地区性的酋邦很可能为居民提供了安全保障。这些小村庄没有城墙，但可能附属于该地区的主要城镇。当时的人们已经了解并可以使用文字进行记录。

### 以色列王国和犹大王国

基于圣经记载的公元前8世纪铁器时代的以色列王国（蓝色）、犹大王国（橙色）及周边邻国

考古记录显示，后来演变为以色列王国和犹大王国的文化出现于公元前1200至1000年铁器时代的早期，是从青铜时代晚期的迦南城邦文化中发展而来，与同时期邻近地区的以东、摩押、亚兰以及非利士和腓尼基城邦同时兴起。迄今为止发现的最古老的希伯来语文献是在古代以色列人定居点以拉要塞出土的，其年代可追溯到公元前1050年至970年之间。
圣经记载以及一定程度的学术共识表明，曾有一个存在于公元前10世纪至9世纪的以色列联合王国。联合王国第三任君主大卫王建立了一个王朝。其后代统治着联合王国的剩余部分，后来又继续统治犹大王国，直到公元前586年被新巴比伦帝国征服。大卫的儿子和继任者所罗门王在耶路撒冷建造了一座圣殿（第一圣殿），它成为了以色列人（以及后来的犹太人）集体宗教崇拜的中心，直到最终被摧毁。在但丘石碑和米沙石碑两处遗址中发现的记录可能提及了大卫王朝。以色列考古学家伊加尔·雅丁在对夏琐、米吉多、贝特谢安和基色的考古发掘中发现了一些建筑遗迹，包括他在内的一些学者认为这些建筑可以追溯到所罗门统治时期，而伊斯雷尔·芬克尔斯坦、尼尔·西尔贝曼等学者则认为这些建筑应该属于所罗门之后一个多世纪的暗利王朝时期。
到公元前930年左右，以色列人口已经分裂为南部的犹大王国和北部的以色列王国。公元前9世纪中叶，以色列国王亚哈与大马士革国王便哈达二世结成的联盟可能成功击退了亚述国王沙尔马那塞尔三世的入侵，并于公元前854年在卡尔卡尔战役中取得胜利。但丘石碑记载了一位以色列国王（可能是约兰）于公元前841年左右死于一位亚兰国王之手。
考古记录表明以色列王国在铁器时代晚期达到了相当繁荣的水平，城市发展迅速。之前以色列人主要居住在小型且没有防御工事的定居点，而以色列王国的兴起则见证了城市的不断壮大，宫殿、大型皇家建筑、带有城墙与城门的防御工事也都纷纷得以兴建。起初，由于经常遭受亚兰人的入侵与袭击，以色列王国不得不投入大量资源用于防御。但当亚兰人被亚述人征服后，以色列便能够减少在领土防卫上的投入，促进了其城市基础设施的快速发展。在但城、米吉多和夏琐等城市周围修建了大量防御工事，包括多塔城墙和多门进出系统。当时以色列王国的经济基础十分多元，它拥有该地区最大的橄榄油生产中心，使用至少两种不同类型的橄榄油压榨机。此外，它还发展了重要的葡萄酒产业，在葡萄园旁建造了葡萄酒压榨机。相比之下，犹大王国的发展程度要明显落后。一些学者认为，犹大王国只不过是一个局限于耶路撒冷及其周边地区的小型部落。在公元前10世纪和9世纪初，犹大王国的领土上似乎人口稀少，仅有一些小型且大多没有设防的定居点。公元前10世纪耶路撒冷的地位是学者们争论的焦点话题之一。直到公元前9世纪，耶路撒冷才出现大量以色列人居住的明显证据。尽管如此，阶梯石结构和巨石结构等重要的行政建筑结构则可以追溯到更早的时期。在內盖夫还发现了重要的犹大军事堡垒亚拉得丘的遗迹，出土的军令文献表明犹大军队的各个阶层都具备识字能力。当时不仅只有少数祭司阶层能够识字，这表明了犹大王国有着完善的教育基础设施。
从公元前8世纪中叶开始，以色列王国与不断扩张的新亚述帝国之间的冲突日益加剧。在亚述国王提格拉特帕拉沙尔三世的统治之下，它先将以色列的领土分割成多个小块，然后于公元前722年摧毁了其首都撒马利亚。圣经和亚述文献都提到亚述帝国对以色列人的大规模驱逐，并以帝国其他地区的强迫移民取而代之。这种人口迁移政策旨在瓦解旧有的权力结构，从此以色列王国再也无法成为一个独立的政治实体。这次驱逐使以色列十二支派中的十支失去了踪迹。而撒马利亚人则自称是当年亚述征服幸存者的后裔。
出土的亚哈斯（约公元前732—716年）印章确认了他犹大王的身份。亚述国王辛那赫里布曾试图征服犹大，但未能如愿。据亚述文献记载，他夷平了46座设有城墙的城市并围攻了耶路撒冷，最终在收取进贡后才离开。在希西家统治期间（约公元前716—687年），犹大国的实力有了显著增强。耶路撒冷的宽墙和西罗亚隧道等考古遗址都是当时国力发展的佐证。
公元前7世纪的犹大王国十分繁荣，这可能是因为犹大与亚述人达成协议并成为其附庸国。然而，亚述在7世纪下半叶突然崩溃，接着埃及和新巴比伦帝国展开了争夺巴勒斯坦地区控制权的竞争，最终导致犹大王国在公元前597年至582年间的一系列战役中被摧毁。
根据梅厄·巴尔-伊兰的说法，在第一圣殿时期结束和波斯征服前夕，这片土地上的人口约为35万，其中15万人居住在犹地亚，20万人居住在加利利和外约旦。

### 巴比伦流亡时期（前586年—前538年）

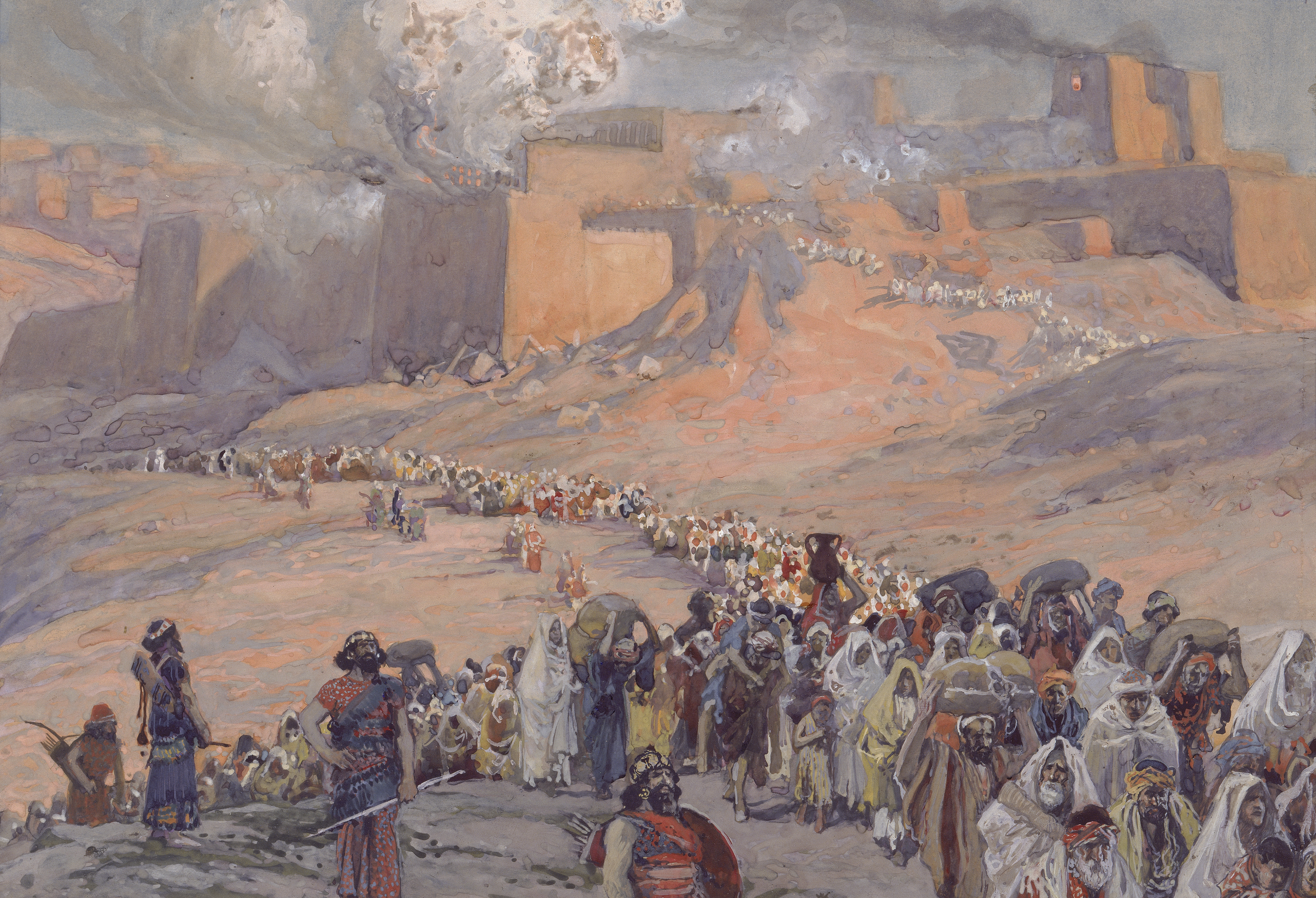
法国画家詹姆斯·蒂索描绘的古代犹大王国的犹太人被驱逐、流放到巴比伦以及耶路撒冷和所罗门圣殿被摧毁的场景

亚述帝国于公元前612年被米底王国和新巴比伦帝国推翻。公元前586年，巴比伦国王尼布甲尼撒二世征服了犹大王国。根据希伯来圣经的记载，他摧毁了所罗门圣殿，并将犹大精英流放到巴比伦。这一事件也在《巴比伦编年史》中得到证实。当时的流放可能仅限于祭司和统治阶级。

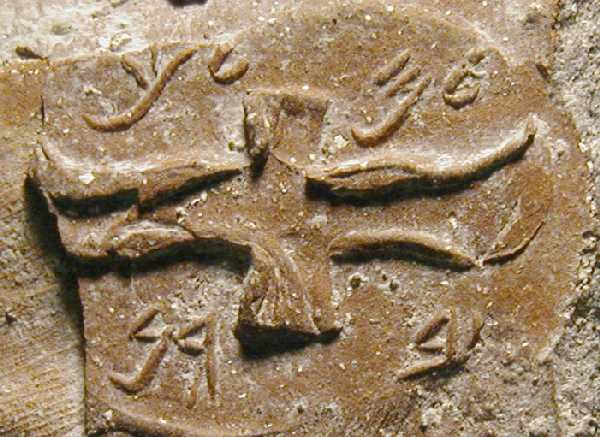
在拉吉古城附近发现的21枚LMLK印章之一，可追溯到希西家统治时期，其上刻有古希伯来字母铭文

在巴比伦的统治下，犹大遭受了经济和人口的急剧衰退，内盖夫、示非拉以及包括希伯伦在内的部分犹大山区被以东等邻国侵占。耶路撒冷虽然可能没有完全被遗弃，但规模已大幅缩小，而位于王国北部、受破坏较轻的便雅悯的米斯巴成为了新巴比伦耶胡德（犹大）行省的首府。当时便雅悯的伯特利圣殿很可能取代了耶路撒冷圣殿的地位。已流亡巴比伦的耶路撒冷祭司（撒督派）的声望式微，而伯特利祭司（亚伦派）的影响力则得以提升。
巴比伦的征服不仅摧毁了耶路撒冷和第一圣殿，更瓦解了几个世纪以来支撑犹大王国生存的社会根基。犹大的国家意识形态“锡安神学”受到重创。这一信仰认为以色列的神雅威选择耶路撒冷作为祂的居所，大卫王朝将永远在那里统治。然而，耶路撒冷的陷落和大卫王朝的终结，迫使国王、祭司、文士、先知等流亡群体的领袖们重新思考他们的民族身份、信仰和政治理念。
巴比伦的流亡群体对希伯来圣经的形成作出了重要贡献，包括《以赛亚书》第40至55章、《以西结书》、《耶利米书》的最终版本、《妥拉》中的祭司典，以及从《申命记》到《列王纪下》中以色列历史的最终版本都出自他们之手。在神学上，他们倡导个人责任和普世主义的教义（即相信一个神掌控着整个世界），并强调纯洁和神圣。最重要的是，流亡的创伤激发了强烈的民族身份认同感，他们相信自己是一个有别于其他民族的独特群体，同时也开始更加重视割礼、安息日等象征符号来维系这种区别。

## 第二圣殿时期（前538年—70年）

### 波斯统治时期（前538年—前332年）
公元前538年，阿契美尼德帝国的居鲁士大帝征服了巴比伦并接管了其帝国。直到公元前332年，耶胡德一直是阿契美尼德帝国的一个省份。根圣经记载，居鲁士大帝颁布诏命，允许被征服的民族获得自由，由所罗巴伯率领的五万犹大人得以返回犹大并重建耶路撒冷圣殿。第二圣殿随后在耶路撒冷建成，据传于公元前515年左右完工。此后以斯拉和尼希米又率领第二批约五千人于公元前456年返回犹大。然而，耶路撒冷可能最早也要到下世纪中叶才重新成为犹大的首都。圣殿的完工标志着犹太历史进入了第二圣殿时期，这一时期大约持续了600年，直到公元70年圣殿被罗马人摧毁。在此期间，该地区的人口在几个世纪里急剧增加。考古证据证实了人口的增长、现有城市的扩张以及大量新城市的建立。新输水管道的修建与农作物的引进也提高了土地的生产力。
波斯人最初可能曾尝试将犹大作为一个附庸国，由约雅斤的后裔来统治。但到了公元前5世纪中叶，犹大实际上已成为一个由世袭大祭司和波斯总督共同治理的神权国家。波斯人任命的总督一般是犹太人，负责维持秩序并确保贡品的支付。据圣经记载，以斯拉和尼希米于公元前5世纪中叶抵达耶路撒冷，前者受波斯国王授权执行摩西律法，后者则以总督的身份肩负着修复城墙的使命。圣经中也提到了归来者与留在犹大的人之间的紧张关系，前者拒绝后者参与重建圣殿。这种排斥态度部分是源于流亡者在巴比伦期间发展起来的排他主义，另外也有部分可能与财产纠纷有关。公元前5世纪以斯拉和尼希米的举动可以看作是一种反向的宗教殖民，是巴比伦众多犹太派系之一试图根据以西结及其追随者的预言建立一个自我隔离的社会的尝试。

### 希腊化与哈斯蒙尼时期（前332年—前64年）

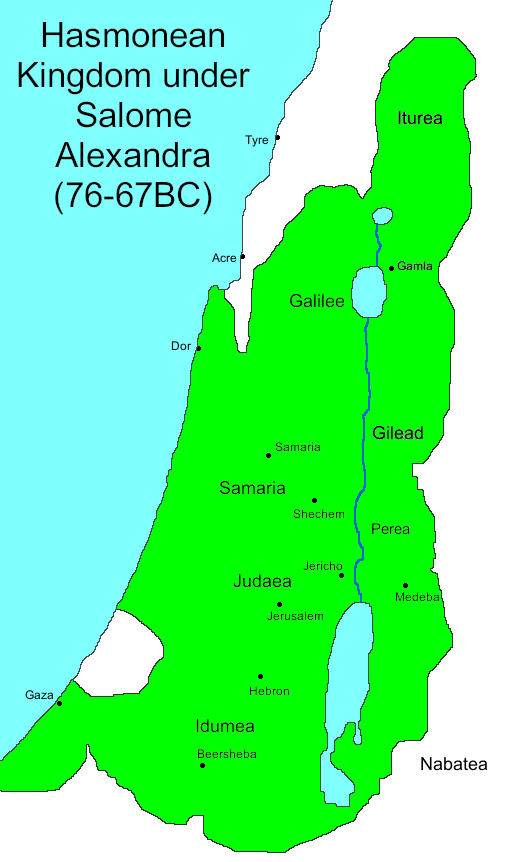
鼎盛时期的哈斯蒙尼王朝

公元前332年，亚历山大大帝击败阿契美尼德帝国，将其纳入自己的版图。随着亚历山大大帝于前322年去世，他的将军们瓜分了帝国，犹地亚地区成为了塞琉古帝国和托勒密王国之间的边界。前198年，犹地亚被并入塞琉古帝国。
起初，塞琉古人与犹太人相处融洽。但后来随着希腊化犹太人与传统犹太人间的关系恶化，塞琉古国王安条克四世试图颁布法令，禁止某些犹太宗教仪式和传统。这引发了由犹大·马加比领导的民族起义。这场起义被称为马加比起义（公元前174—前135年），在次经《马加比书》中有所记载，后来犹太人的光明节便是为了纪念此场胜利。当时一个名为哈西典人的犹太群体既反对塞琉古的希腊化，也反对这场起义，但最终还是选择支持马加比家族。在驱逐塞琉古人之后，犹太人建立了独立的哈斯蒙尼王朝。
在罗马共和国和安息帝国等新兴势力的夹击下，塞琉古帝国逐渐走向衰落。在此背景之下，马加比起义为犹太人赢得了25年的独立。哈斯蒙尼王朝的大祭司统治着犹地亚，法利赛人、撒都该人和艾赛尼人是当时重要的犹太教派别。作为反对希腊化文明斗争的一部分，法利赛人建立了以犹太会堂为基础的全国男性（宗教）教育和识字项目，这可能是世界上最早的此类项目。司法权由犹太公会掌握，其长官被称为“纳西”。纳西的宗教权威逐渐超过了圣殿大祭司（在哈斯蒙尼王朝统治下大祭司即国王）的权威。公元前125年，哈斯蒙尼君主约翰·海卡努斯征服了以东，并强迫当地居民皈依犹太教。
塞琉古帝国灭亡后的权力真空让罗马元老院承认了犹太国家的独立。而后来同样的权力真空又被罗马人自身所利用。西门的曾孙海卡努斯二世和阿里斯托布鲁斯二世成为凯撒和庞培之间代理人战争的棋子，这场内战最终导致王国于公元前64年开始处于罗马叙利亚总督的监管之下。

### 罗马时期早期（前64年—70年）
公元前63年，罗马将军庞培洗劫了耶路撒冷，并使犹太王国成为罗马的附属国。不过公元前48和前44年庞培和凯撒的相继离世，以及由此引发的罗马内战，削弱了罗马对犹地亚的控制。这导致安息帝国及其犹太盟友、哈斯蒙尼王朝的安提柯于公元前40年击败了亲罗马的大祭司海卡努斯二世、法萨尔和大希律王等犹太势力。他们入侵了罗马东部省份，成功将罗马人驱逐出去。安提柯被拥立为犹地亚国王，而希律则逃往罗马，在那里他被罗马元老院封为“犹太人之王”，并肩负着夺回犹地亚的使命。在罗马的支持下，希律于公元前37年夺回了犹地亚，结束了哈斯蒙尼王朝的短暂复兴。从公元前37年到公元6年，希律王朝作为罗马的附庸国统治着犹地亚。公元前20年，希律王开始翻新和扩建耶路撒冷的第二圣殿。他的儿子希律·安提帕斯则在加利利建立了犹太城市太巴列。

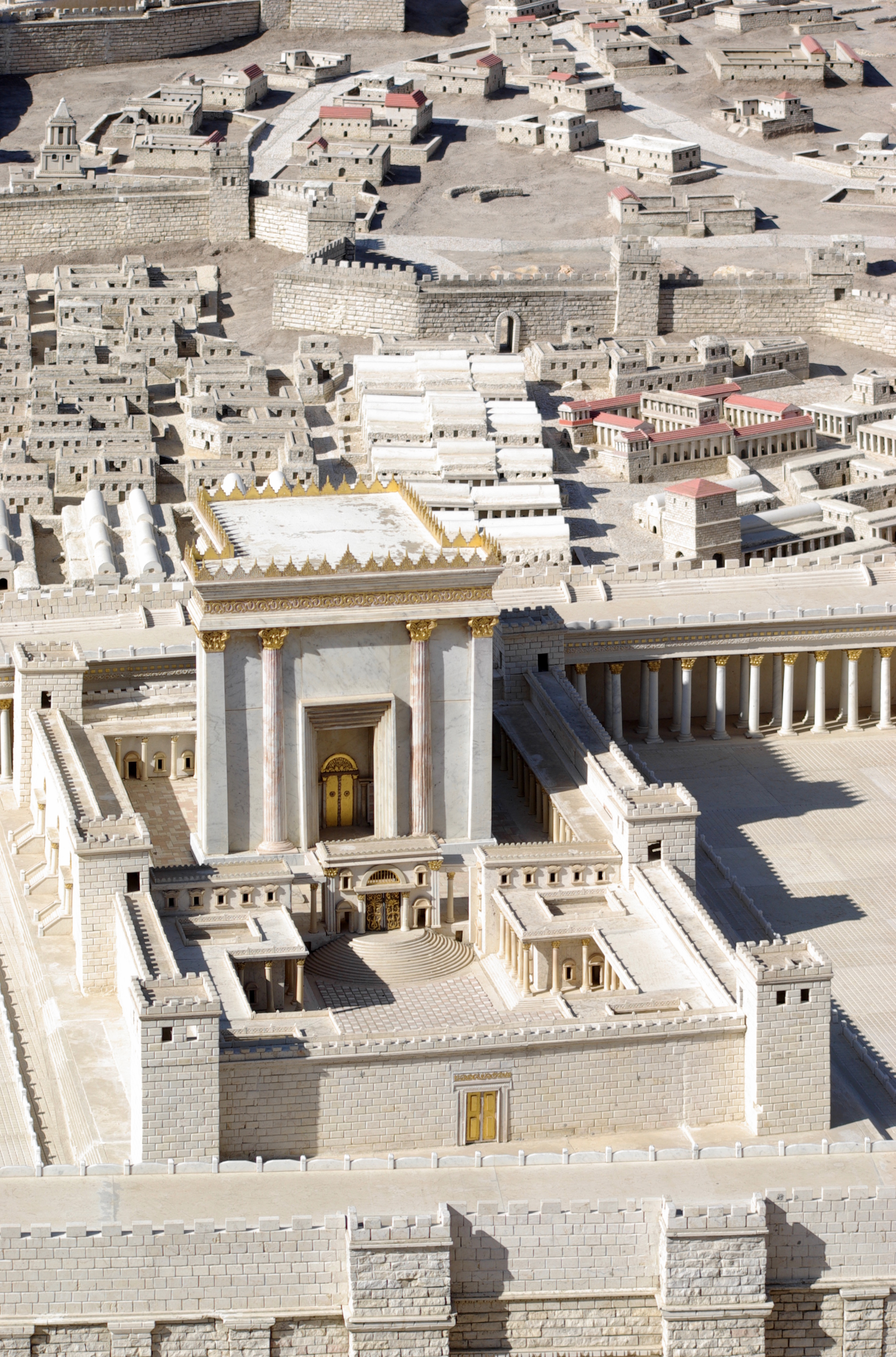
以色列博物馆展出的第二圣殿模型

罗马统治下的犹地亚起初维持着附庸国的名义。但随着时间推移，犹太人的自治权逐渐被剥夺，直至最终沦为由滨海凯撒利亚的罗马行政当局直接统治。罗马人对待犹大人、加利利人和撒马利亚人往往采取冷酷无情的统治手段。这一时期，由希勒尔长老领导的拉比犹太教开始取代圣殿祭司的地位。
在此期间，犹太人口持续增长。第二圣殿被毁前的最后两个世纪出现了大规模的城市化浪潮。随着村庄和城镇达到饱和，许多人涌向城市地区。在相对较短的时间内，有30多个规模不一的城市相继建立、重建或扩建。耶路撒冷周围竖起了第三道城墙，将居住在旧城墙外的数千居民包围起来。虽然新城镇并非仅限犹太人居住，有些甚至没有犹太人，但犹太人口还是得以快速增长。在第一次犹太人大规模起义前，该地区的犹太人口可能高达220万。这一时期的纪念性建筑也反映了当时社会的繁荣景象。
公元66年，犹地亚地区的犹太人起义反抗罗马统治，引发了第一次犹太–罗马战争。起义者成功夺取了犹地亚的控制权，并将他们的新王国命名为“以色列”  。犹太历史学家约瑟夫斯记录了当时的一系列事件，包括尤塔帕塔的殊死守卫战、耶路撒冷围城战（公元69-70年）、迦姆拉的英勇抵抗（9千人丧生）以及马萨达守城者的自尽（公元72-73年）。
这场起义被罗马皇帝韦斯巴芗和提图斯镇压。罗马人几乎摧毁了耶路撒冷圣殿，并将象征犹太信仰的烛台和其他圣殿文物作为战利品带回罗马。据约瑟夫斯记载，这场起义导致了110万犹太人丧生，另有9.7万人被俘。为了弥补战争损失，罗马帝国还开始强征犹太税。
正是在这一时期，早期基督教和犹太教开始分道扬镳。由約哈蘭·本·撒該领导的法利赛运动与罗马媾和并得以幸存。大量犹太人继续居住在他们的土地上，并被允许信奉他们的宗教。据估计，当时加利利地区三分之二的人口和沿海地区三分之一的人口都是犹太人。

## 塔木德时期（70 年—636年）

### 罗马时期晚期（70年—324年）
公元2世纪，犹太人再度掀起了两次反抗罗马统治的起义。第一次是115年至117年间的基多斯战争，北非、塞浦路斯和美索不达米亚的犹太侨民社区奋起反抗罗马。起义失败后叛军逃往犹地亚，最终聚集在吕大。罗马人追击他们，占领了吕大并处决了许多反叛的犹太人。战争结束后，参与起义的犹太侨民社区被驱逐到罗马帝国的东部边缘，主要定居在犹地亚地区。随后132年至136年间又爆发了由西蒙·巴尔·科赫巴领导的巴尔科赫巴起义，这次起义更为激烈。犹太起义者在犹地亚再次获得短暂的独立，建立了一个存在两年多的的犹太国家。然而，尤利乌斯·塞维鲁和皇帝哈德良最终镇压了这场叛乱，犹地亚惨遭蹂躏。根据古罗马历史学家卡西乌斯·狄奥的记载，58万犹太人被杀害，50座设防城镇和985座村庄被夷为平地。
罗马对犹地亚两次重大起义的镇压导致了犹太人的大规模流散，犹地亚地区的人口也因此减少。许多被罗马人俘虏的犹太人被驱逐出犹地亚并被贩卖为奴。约瑟夫斯写道，第一次犹太–罗马战争后，有9.7万名犹太人被卖为奴隶，3万人被从犹地亚驱逐到迦太基。还有许多犹太人从犹地亚逃往地中海地区的其他地方。巴尔科赫巴起义后，犹太人再次被驱逐出犹地亚并被卖为奴隶。被罗马人当作奴隶的犹太人及他们的后代最终被释放并加入了已建立的犹太侨民社区。巴尔科赫巴起义后，许多其他犹太人则自愿从犹地亚迁往其他地区。
131年，罗马皇帝哈德良将耶路撒冷改名为爱利亚加比多连，并在原犹太圣殿的遗址上建造了朱庇特神庙。犹太人被禁止进入耶路撒冷，罗马行省犹地亚则被改名为叙利亚巴勒斯坦。

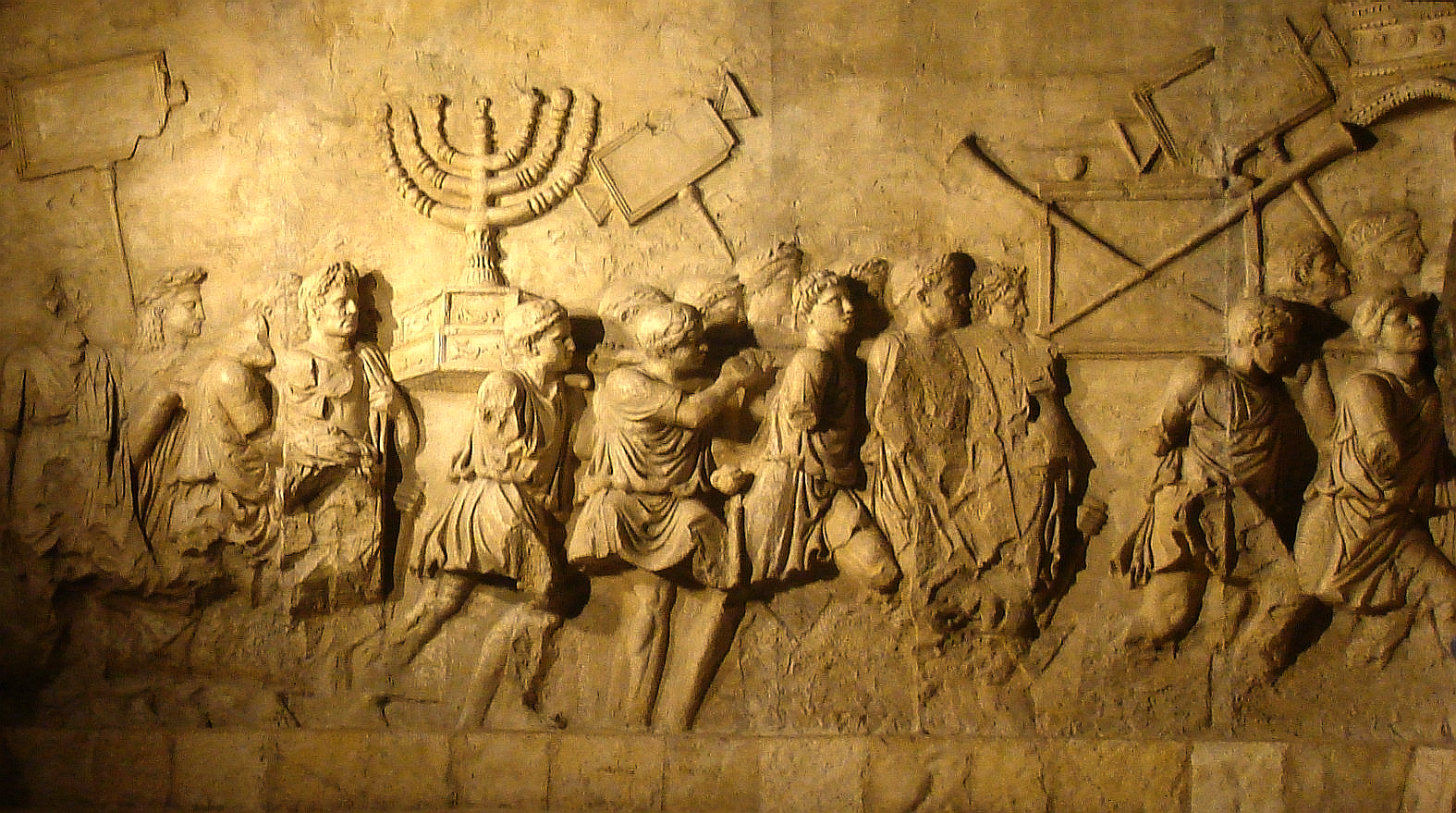
罗马提图斯凯旋门描绘了耶路撒冷被洗劫的场景

在镇压了巴尔科赫巴起义后，罗马人允许希勒尔派的世袭拉比族长代表犹太人与罗马当局进行交涉，其中最著名的是犹大王子。犹太经学院继续培养学者，其中最杰出的学者得以加入犹太公会。此时犹太人的主要人口中心是加利利，此外在贝特谢安、凯撒利亚、戈兰高地以及犹地亚的边缘地带也有重要的犹太人聚居地。一个广为流传的理论认为，这一时期的雅麦尼亚会议制定了犹太圣经正典，决定了哪些书被纳入希伯来圣经，而犹太经外书则被排除在外。这也是坦拿和阿莫拉积极辩论与记录犹太口传律法的时期。他们的大量讨论和宗教指示由犹大王子于公元200年左右汇编成《密西拿》一书。而包括《巴莱他》和《陀瑟他》在内的其他多部著作也都出自这一时期。这些文本构成了《耶路撒冷塔木德》的基础，这一版本的塔木德于公元400年左右在太巴列编纂完成。
在罗马帝国的三世纪危机期间，内战导致的经济混乱和高额税收迫使许多犹太人离开以色列地，迁往由更加宽容的波斯萨珊帝国统治的巴比伦地区，那里有一个自治的犹太人社区。他们被该地区经济繁荣的前景所吸引，认为在那里能过上充实的犹太生活。以色列地和巴比伦都是当时犹太学术的中心。然而，以色列地的圣贤们担心这片土地将逐渐丧失其犹太教中心的地位。他们不愿承认巴比伦学者的平等地位，也不愿在他们的学院中接收来自巴比伦的学生，担心他们学成后会以拉比的身份回到巴比伦。而巴比伦学者则认为以色列地的拉比是在巴比伦流亡后与以斯拉一起返回的劣等血统的后代。犹太人大规模移居巴比伦对以色列地的学院产生了不利影响，到公元3世纪末，他们越来越依赖来自巴比伦的捐助。 

### 拜占庭时期（324年—638年）

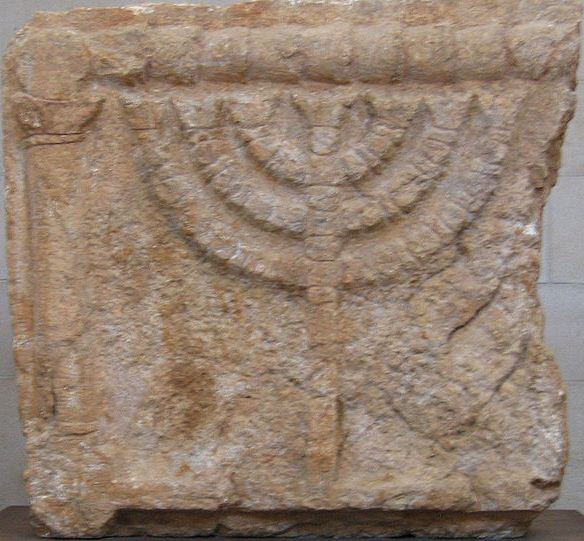
以实提莫犹太会堂里雕刻的烛台（公元3世纪或4世纪）

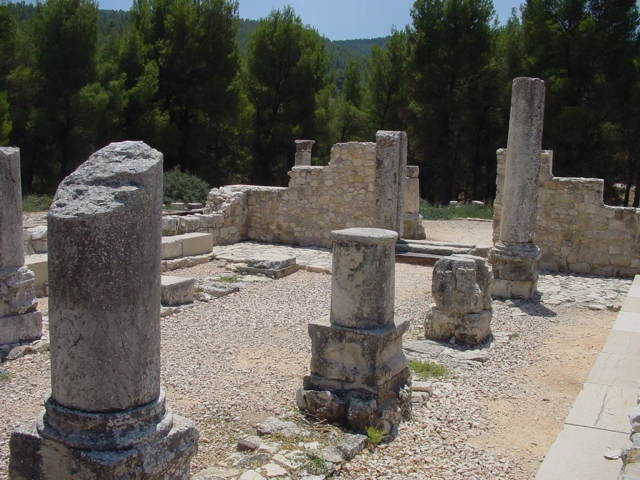
在363年加利利地震中被摧毁的纳布拉廷犹太会堂遗址

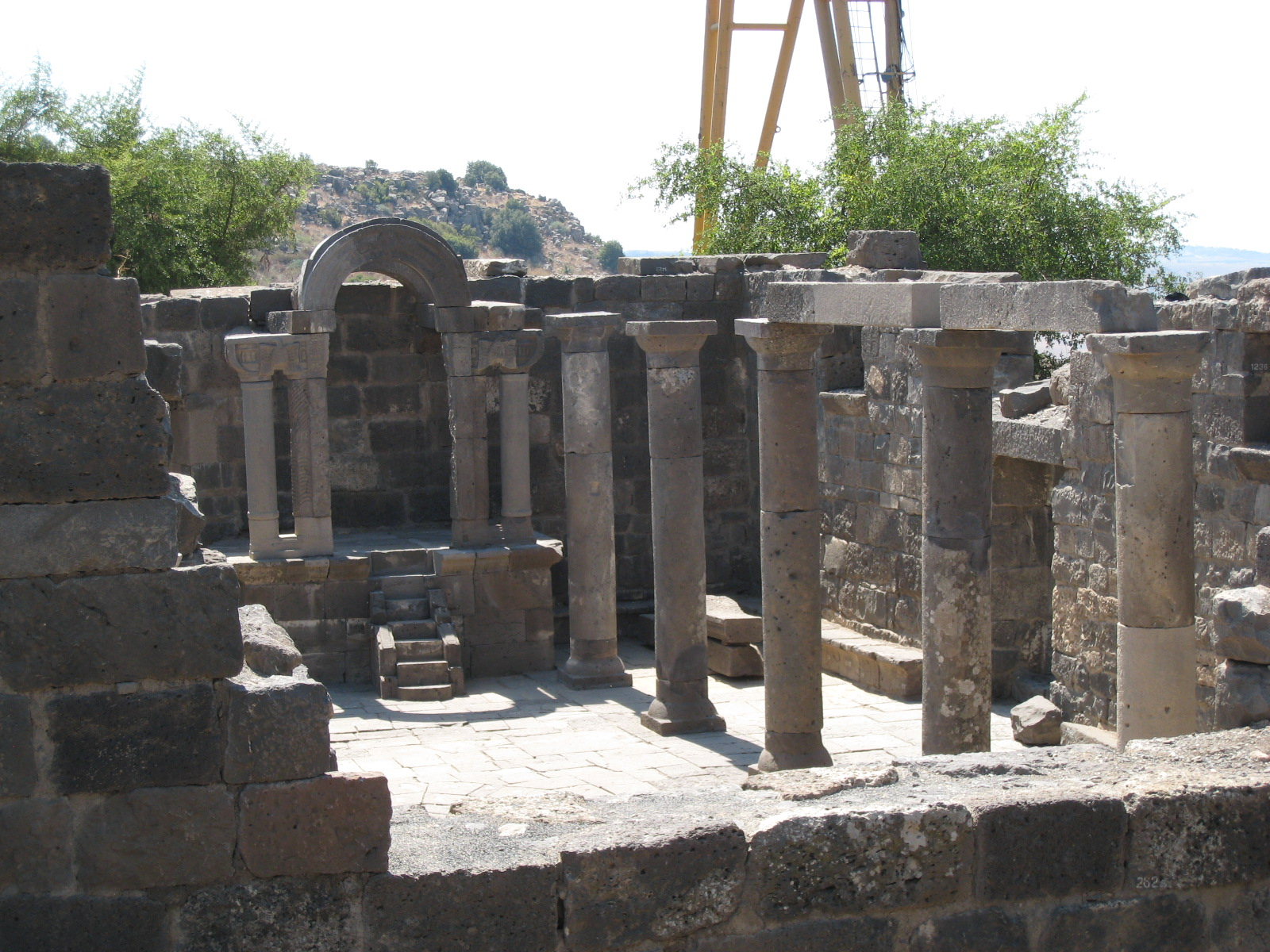
位于戈兰高地的拱门源泉会堂可追溯至公元6至8世纪

罗马帝国于4世纪初分裂，君士坦丁堡成为拜占庭帝国（即东罗马帝国）的首都。在拜占庭统治下，以东正教为主的基督宗教被确立为官方宗教。耶路撒冷成为一座基督教城市，但犹太人仍然被禁止在那里居住。
351至352年间，犹太人再次爆发起义，反抗腐败的罗马总督。在帕特里修斯的领导下，塞佛瑞斯的犹太人反抗君士坦提乌斯·加卢斯的统治。这场起义最终被乌尔西奇努斯所镇压。
359年，希勒尔二世基于阴历创建了希伯来历法。在此之前，以色列地以外的犹太社区都依赖于犹太公会批准的日历来正确遵守犹太圣日。然而，因为持续的宗教迫害，参与批准的人与传达决定的信使都面临着威胁。为了解决这一问题，希勒尔决定创造一部适用于未来所有时间的权威历法。
在罗马皇帝尤利安361年至363年的短暂统治期间，他废除了犹太人向罗马政府缴纳的特别税，并试图减轻犹太人对犹太公会的支持义务。他还允许犹太人重建耶路撒冷并在那里定居。他最杰出的贡献之一是启动重建犹太圣殿的计划。数千名来自波斯地区的犹太人希望协助建设工作，但在途中被波斯士兵杀害。363年加利利大地震和尤利安的离世粉碎了犹太人重建第三圣殿的希望。如果这次尝试得以成功，犹太国家很可能就会重建，祭祀、祭司、犹太公会等也会相继恢复。
在君士坦丁于4世纪皈依基督教前的一段时间内，犹太人可能一直占巴勒斯坦地区人口中的大多数。
犹太人当时居住在巴勒斯坦地区的至少43个犹太社区中：12个位于沿海、内盖夫和约旦河东岸的城镇，以及31座位于加利利和约旦河谷的村庄。由于遭受迫害，此地的犹太人两次发动起义反抗他们的基督教统治者。公元5世纪，西罗马帝国灭亡，许多基督徒移居巴勒斯坦，并发展成为此地的多数人口。犹太人则占总人口的10—15％。犹太教是唯一被容忍的非基督宗教，但犹太人被禁止建造新的礼拜场所、担任公职或拥有奴隶。在此期间还发生了两次撒玛利亚人起义。尽管在犹太—罗马战争之后加利利地区仍然存在一个充满活力的犹太人中心，但随着迫害的加剧，其重要性逐渐下降。公元425年，在拜占庭帝国的持续迫害下，狄奥多西二世下令解散了犹太公会。
438年，尤多西娅皇后取消了犹太人在圣殿遗址祈祷的禁令，加利利社区的首领们向“犹太伟大而强大的人民”发出呼吁：“要知道，我们人民的流亡生涯已经结束了！”
《耶路撒冷塔木德》大约于450年完成。
根据拜占庭历史学家普罗科匹厄斯的记载，拜占庭将军贝利撒留于533年从汪达尔人手中夺回了犹太圣殿的宝藏，这些宝藏是汪达尔人早年从罗马掳走的。
公元611年，萨珊波斯入侵拜占庭帝国。613年，由尼希米·本·胡希尔和太巴列的便雅悯领导的犹太人起义爆发，以反抗拜占庭帝国。来自太巴列、拿撒勒与加利利其他地区的犹太士兵与波斯入侵者联手，于614年攻占了耶路撒冷。随后，耶路撒冷的绝大多数基督徒被驱逐到波斯。犹太人在耶路撒冷获得自治，胡希尔被任命为该城的统治者。有犹太作家将此解释为弥赛亚的预兆。此后胡希尔开始筹划建造第三圣殿，并整理族谱以建立新的大祭司职位。来自耶路撒冷、太巴列和加利利的犹太人与来自大马士革和塞浦路斯的犹太侨民联合起来，在泰尔犹太社区的邀请下对泰尔发动了一次远征，但最终以失败告终。虽然犹太人曾希望波斯人能将整个以色列地赐予他们，但是他们的人数太少了。犹太人在耶路撒冷的统治一直持续到公元617年。之后波斯人背弃了与犹太人的联盟，他们禁止犹太人在耶路撒冷及周边进一步定居，毁坏了圣殿山上的一座犹太会堂，并开始向犹太人征收重税。随着拜占庭人于628年的回归，拜占庭皇帝希拉克略承诺恢复犹太人的权利，并在太巴列的便雅悯的协助下，通过犹太人的帮助将波斯人赶走。然而希拉克略在重新征服巴勒斯坦地区后违背了之前的协议。随后发生了一场针对犹太人的大屠杀，摧毁了耶路撒冷和加利利的犹太社区。许多巴勒斯坦的犹太难民逃往埃及。据说留在巴勒斯坦的犹太人中，只有那些逃到山区与沙漠的人幸免于难。犹太人还被禁止进入耶路撒冷，并被禁止在该城附近定居。据传是当地的基督徒说服希拉克略违背了他的诺言，而埃及科普特基督徒为此承担了责任，至今每年仍为此斋戒忏悔。

## 中世纪（638年—1517年）

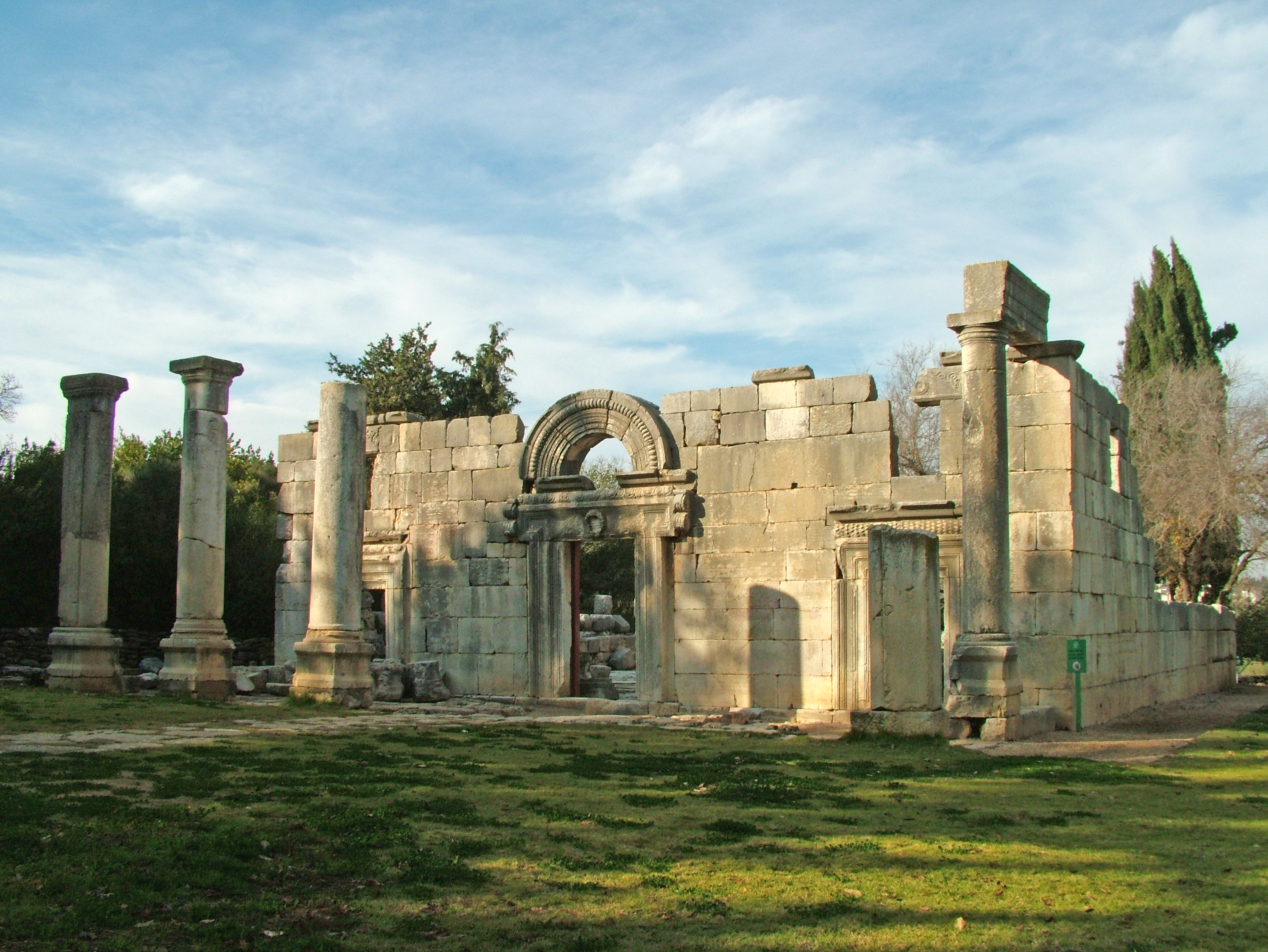
卡法巴拉姆犹太会堂的遗址。这里曾有一个古老的犹太村庄，但在公元7世纪至13世纪之间的某个时期被当地居民废弃。

### 伊斯兰统治时期（638年—1099年）
公元638年，拜占庭帝国将黎凡特地区割让给阿拉伯伊斯兰帝国。根据摩西·吉尔的说法，在7世纪阿拉伯征服时期，该地区的主要居民是犹太人或撒马利亚人。据估计，当时巴勒斯坦的犹太人数量在30万至40万之间。然而也有其他估计认为，在反抗希拉克略的起义时，犹太人口在15万至20万之间。在穆斯林征服后，多数信奉基督教、讲亚兰语的人口皈依了伊斯兰教，改讲阿拉伯语，逐渐融入阿拉伯文化。穆斯林继续禁止建造新的犹太会堂。直到1099年十字军东征占领巴勒斯坦之前，该地区一直由不同的穆斯林王朝所统治。位于麦地那的正统哈里发首先统治巴勒斯坦地区，随后大马士革的倭马亚哈里发与巴格达的阿拔斯哈里发也先后统治此地。中世纪早期，巴勒斯坦的犹太人分散在菲拉斯坦（即巴勒斯坦）与约旦两个军区的各大城市中，而在加利利和犹地亚地区也存在着一些贫穷的犹太村庄。
通常认为在随后的几个世纪里，基督徒与穆斯林的人数大致相等。在萨拉丁成功抵抗十字军之后，对罗马人不满的基督徒开始大规模皈依伊斯兰教。
一些历史资料提到了阿拉伯部落于7世纪在此居住并建立了新的定居点。尽管保存下来的考古遗迹很少，还是有像位于耶路撒冷郊区的希尔贝特·苏瓦纳（Khirbet Suwwana）在内的一些阿拉伯定居点得以提供当时穆斯林群体游牧定居的考古记录。7世纪至8世纪间新建立的阿拉伯定居点数量相对较少。这片土地上的宗教转型十分明显，在太巴列、杰拉什、贝特谢安、耶路撒冷等城市都修建了大型集会式清真寺。然而，这些清真寺的建立主要表明穆斯林新移民的涌入，而非犹太人和基督徒改信伊斯兰教。该地的社会图景在6世纪到11世纪之间发生了巨大变化。6世纪时这一地区处于城乡社会的鼎盛时期，到11世纪时则变成了一个经济和物质上停滞不前、正走向全面崩溃的社会。
阿拉伯征服之后，犹太社区开始发展壮大。欧麦尔允许并鼓励犹太人定居耶路撒冷。这是在遭受近500年基督徒高压统治之后，犹太人第一次被允许进入他们的圣城并自由地进行礼拜。70个犹太家庭从太巴列迁往耶路撒冷，以帮助壮大那里的犹太社区。但随着691年岩石圆顶和705年阿克萨清真寺的相继建成，穆斯林将圣殿山确立为伊斯兰圣地。岩石圆顶里供奉着奠基石这一犹太人最神圣的地方。在欧麦尔二世于720年去世之前，他禁止犹太人在圣殿山上进行礼拜。这一政策在接下来1000余年的伊斯兰统治期间一直沿续。717年起针对非穆斯林实施了新的限制，这影响到了犹太人的地位。由于对农业用地征收重税，许多犹太人被迫从农村迁往城镇居住。社会和经济歧视导致大量犹太人从巴勒斯坦地区移出。此外，8世纪与9世纪的穆斯林内战迫使许多非穆斯林离开此地。到11世纪末，巴勒斯坦地区的犹太人口大幅减少，组织和宗教凝聚力也随之式微。
卡拉派领袖丹尼尔·库米西于875年左右到达耶路撒冷，并建立了“锡安哀悼者”团体。叙利亚的米海尔记录了749年加利利地震中被毁的30座太巴列犹太会堂。
8世纪中叶，有一位来自伊斯法罕的波斯犹太假弥赛亚——阿布·以撒，利用巴勒斯坦各伊斯兰派系的冲突，组织煽动了1万名武装犹太人，希望为犹太民族夺回圣地。不久之后曼苏尔掌权，阿布·以撒与一位同样反抗哈里发的波斯酋长联手。最终起义被哈里发镇压，阿布·以撒于755年在战斗中阵亡。
从至少9世纪中叶一直到11世纪，巴勒斯坦加昂学院一直是巴勒斯坦犹太社区最主要的塔木德学院，并承担中央法律机构的角色。9世纪中叶，加昂学院从太巴列迁至耶路撒冷。它与巴比伦加昂学院竞争犹太侨民社区的支持。1071年，耶路撒冷被塞尔柱突厥人攻占后，加昂学院被驱逐出耶路撒冷，迁往泰尔。
1033年的地震可能造成了拉姆拉犹太会堂的毁坏。那一时期犹太人重新返回拉法，从1015年与1080年的文献中可以了解到那里有一个重要的犹太社区。
当时拉姆拉拥有一个大型犹太社区，而在希伯伦和沿海的阿卡、滨海凯撒利亚、雅法、阿斯卡隆、加沙等地则有一些较少的犹太社区。当时一位名叫马克迪西的阿拉伯学者于985年写道：“大多数谷物验收员、染工、银行家和制革工人都是犹太人。”在伊斯兰统治下，犹太人和基督徒的权利受到限制，只有在缴纳特别税后才允许居住。
在7世纪到11世纪之间，加利利和耶路撒冷的马所拉文士（犹太抄经士）设计出了一套希伯来语发音和语法指南体系。他们编集的希伯来圣经文本被称为马所拉文本，至今仍被视为权威。

### 十字军统治时期（1099年—1291年）

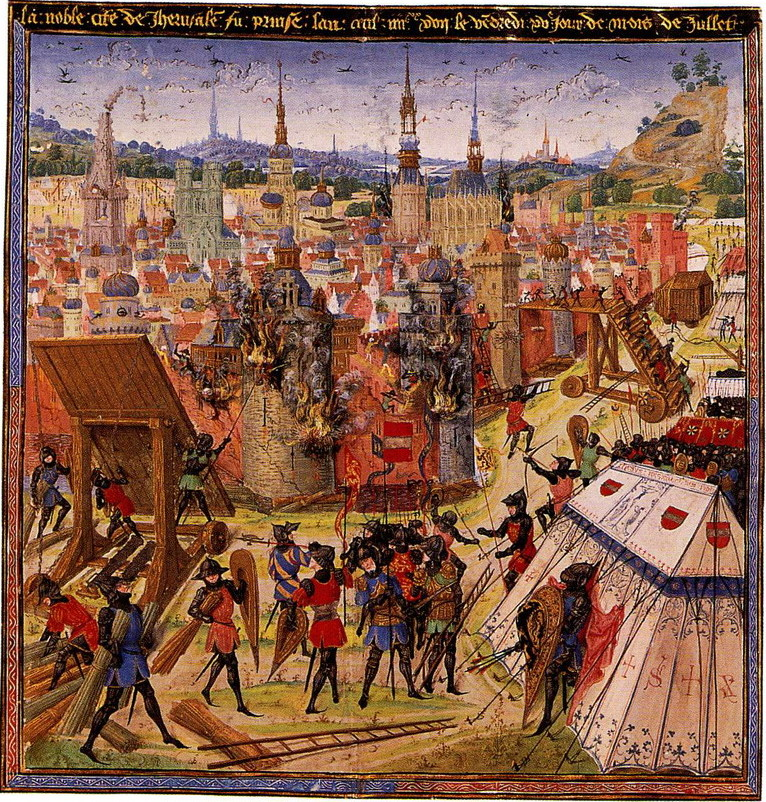
1099年十字军攻占耶路撒冷

1099年至1291年间，基督教十字军无情地迫害和屠杀了巴勒斯坦地区的犹太人。在十字军统治时期，巴勒斯坦地区的几个城市都有重要的犹太社区，犹太人曾与阿拉伯人并肩作战抵抗基督教侵略者。第一次十字军东征期间，耶路撒冷被围困，犹太人和其他民众一起保卫耶路撒冷以抵抗十字军的进攻。但最终耶路撒冷仍被攻陷，十字军纵火焚烧了犹太会堂，在此处寻求庇护的犹太人几乎全部丧命。在海法，犹太居民与法蒂玛王朝的军队并肩作战、保卫城市，坚守了整整一个月。十字军扫荡欧洲、遇到犹太人时曾让他们在改信基督教或被杀害之间作出选择，而他们绝大多数都选择了殉道。当十字军到达圣地后，他们继续着对犹太人的屠杀。阿什肯纳兹正统派犹太人至今仍会吟诵祈祷文，以纪念被十字军杀害的犹太人。
在十字军的统治下，犹太人被禁止拥有土地。他们在和平时期主要从事沿海城镇的商业活动，成为手工艺人。此时，犹太社区遍布耶路撒冷、太巴列、拉姆拉、阿斯卡隆、凯撒利亚、加沙等各个地方。正如十字军在征服圣地的途中在欧洲留下的血腥痕迹一样，巴勒斯坦地区的穆斯林和犹太人都遭到无差别的屠杀或被贩卖为奴。耶路撒冷的犹太社区被摧毁，许多年后都未能重建。城中的多数犹太居民都被杀害，幸存者也被卖为奴隶，后来意大利和埃及的犹太社区赎回了其中一些奴隶，并将他们带到埃及。一些犹太战俘也被十字军驱逐到意大利南部的阿普利亚。雅法和拉姆拉的犹太社区被驱散，不过加利利的犹太社区却得以幸存。
第二次十字军东征期间，巴勒斯坦地区的犹太社区则没有受到骚扰。图德拉的便雅悯和雷根斯堡的佩塔恰分别于1160年与1180年左右访问了巴勒斯坦，他们发现在阿斯卡隆、拉姆拉、凯撒利亚、太巴列和阿卡都有成熟的犹太社区，还有一些犹太人散居在其他地方，但在耶路撒冷只有极少数犹太人。
这一时期，巴勒斯坦地区诞生了大量的皮尤特（祈祷诗）和米德拉什（释经）。1165年，塞法迪犹太学者迈蒙尼德访问了耶路撒冷，并在圣殿祈祷。1141年，西班牙犹太诗人犹大·哈列维号召犹太人与他一同移居以色列地。

### 从衰落走向逐步复兴（1211年—1517年）
在十字军统治巴勒斯坦期间，犹太人遭受了沉重的打击。1187年，阿尤布王朝的苏丹萨拉丁在哈丁战役中大胜十字军，占领了耶路撒冷和巴勒斯坦的大部分地区，这为犹太人的处境带来了转机。萨拉丁发布公告，邀请所有犹太人返回耶路撒冷定居。据西班牙拉比犹大·哈里兹记载，“从阿拉伯人占领耶路撒冷的那一天起，以色列人就在此地居住。”哈里兹还将萨拉丁允许犹太人重新定居耶路撒冷的法令与1600多年前波斯居鲁士大帝颁布的法令相提并论。

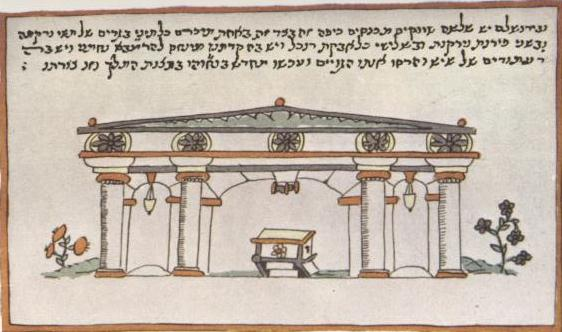
16世纪圣地图解指南《卡萨莱朝圣者》（Casale Pilgrim）中描绘的拉姆班会堂

由300多名法国和英国的拉比领导的一个犹太团体于1211年抵达，进一步壮大了当地的犹太社区。其中就包括来自法国桑斯的拉比参孙·本·亚伯拉罕。13世纪欧洲犹太人移居圣地可能有诸多动机，如遭到迫害、经济困难、对弥赛亚的期颁，亦或是希望履行以色列地的特有诫命。1217年，当犹大·哈里兹看到圣殿山上的非犹太建筑时，他深感不安：“看到我们的圣殿变成了异教徒的寺庙，这真是一种折磨！”当时，哈里兹在耶路撒冷城里看到有一个繁荣的犹太社区。1219年至1220年间，穆阿扎姆·伊萨下令拆除所有十字军防御工事，致使犹太人与其他大多数人口都离开了耶路撒冷。
13世纪的西班牙拉比纳贺蒙尼德是一位公认的犹太领袖，他极力赞扬以色列地，并将在此定居视为所有犹太人应尽的任务。他写道：“如果异教徒希望和平，我们会在明确的条件下与他们和睦相处；但至于土地，我们不会把它留在他们手中，也不会留在任何民族手中，永远都不会。”当他于1267年到达耶路撒冷时，只找到一对以染工为业的犹太兄弟。为了在圣城重新确立犹太人的影响力，他从纳布卢斯带来了一卷《托拉》并建立起一座犹太会堂。纳贺蒙尼德后来在阿卡定居，并与于1260年移居阿卡的巴黎的耶希尔一起领导了一所犹太经学院。 耶希尔在此建立了名为巴黎大学院的塔木德学院，据说卡拉派最伟大的权威之一老亚伦·本·约瑟（Aaron ben Elijah）就曾就在此学习。

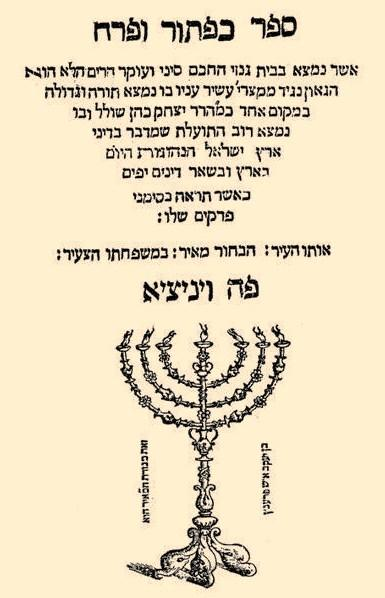
伊西托里·哈帕奇《球与花之书》（Kaftor Vaferech，1549年在威尼斯出版）的标题页。这是第一本有关巴勒斯坦地理的希伯来语著作，其中确定了圣经和塔木德文献中提到的180个地点。

1260年，马穆鲁克埃及获得了巴勒斯坦的控制权。这一时期，巴勒斯坦位于蒙古侵略者的前线。连年战争使得这片土地陷入贫困，人口锐减。埃及苏丹忽秃思在阿音札鲁特战役中击败了蒙古人，而他后来的继任者阿什拉夫·哈利勒于1291年攻陷了十字军最后一个堡垒阿卡，从而结束了十字军的统治。此后，马穆鲁克王朝在巴勒斯坦的统治一直持续到1517年奥斯曼帝国征服这片土地为止。
在马穆鲁克统治时期，犹太人口由于压迫和经济停滞而大幅减少。马穆鲁克夷平了巴勒斯坦的沿海城市。这些城市传统上一直是经济发展的中心，但由于它们也是十字军入侵的门户，马穆鲁克希望以此阻止基督徒的再度到来。马穆鲁克的暴政导致严重的社会和经济衰退。随着经济的萎缩，税收收入也随之减少，于是马穆鲁克统治者又提高税收，非穆斯林的税收尤其沉重。他们还严格执行齐米法，并在传统教法基础上增加了新的压迫与羞辱性规定。许多人于是离开了巴勒斯坦，此地人口减少了三分之二，尤其是犹太人和基督徒人口急剧下降，而穆斯林所占的人口比例则越来越高。虽然在马穆鲁克统治期间犹太人口大幅减少，但这一时期也出现了来自欧洲、北非和叙利亚的犹太移民潮。这些移民潮可能挽救了正在崩溃的巴勒斯坦犹太社区，使其不至于彻底消失。
1266年，马穆鲁克苏丹拜巴尔一世将希伯伦的列祖之洞变为伊斯兰教专属圣地，禁止基督徒与犹太人进入。该禁令一直持续到1967年以色列控制这座建筑物为止。1286年，德国犹太拉比罗滕堡的梅厄因试图带领大批犹太人前往巴勒斯坦定居而被鲁道夫一世监禁。1306年被法国流放的伊西托里·哈帕奇于1313年抵达巴勒斯坦并在贝特谢安定居。在接下来的七年里，他编纂了一部翔实的巴勒斯坦地理著述，他在其中试图确定圣经和塔木德时代记载的许多地理位置。另外两位著名的西班牙卡巴拉学者哈纳乃耳·伊本·阿斯卡拉（Hananel ibn Askara）和闪·托夫·伊本·加昂大约也在这一时期移居到了采法特。在苏丹纳西尔·穆罕默德温和的统治时期，来自埃及和叙利亚的犹太朝圣者可以到耶路撒冷度过节，那里有一个庞大的犹太社区。许多耶路撒冷的犹太人致力于研究法典和卡巴拉。其他犹太人则以工匠、商人、书法家或医生为业。希伯伦充满活力的社区主要从事编织、染色和玻璃器皿制造，此外还有一些牧羊人。
1428年，一些德国犹太人试图购买锡安山上的大卫墓。作为回应，自1335年起就占据该地的方济各会修士向教宗玛尔定五世请愿，最终教宗下令禁止船长将犹太人运送到巴勒斯坦。1438年，意大利拉比费拉拉的以利亚定居耶路撒冷，成为一名讲师与审判官（dayan）。1455年，一大批来自西西里各地的潜在犹太移民因试图坐船前往巴勒斯坦而被捕。由于当局不愿放弃从犹太人特别税中获得的收入，他们反对犹太人大规模移民，指责该团体计划非法将黄金走私出岛。经过九个月的监禁，24名犹太人在支付了巨额赎金后获释，并被允许前往巴勒斯坦，但他们必须放弃所有财产。 
1470年，来自安科纳的以撒·本·梅厄·拉蒂夫（Isaac b. Meir Latif）抵达耶路撒冷。据其统计，当时城中共有150个犹太家庭。1473年，一场暴雨导致纳拉姆班会堂部分建筑倒塌，当局随即关闭了该会堂。在向苏丹奎特拜提出请求后，犹太人于次年获得了修复会堂的许可。然而，旁边清真寺的穆斯林对此提出异议，并在两天内就将会堂彻底拆除。破坏者受到了惩罚，但会堂直到50年后的1523年才得以重建。1481年，意大利人约瑟·曼塔比亚（Joseph Mantabia）被任命为耶路撒冷审判官。几年之后的1488年，意大利拉比、犹太教精神领袖俄巴底亚·本·亚伯拉罕抵达耶路撒冷。他发现这座城市已经荒废，只剩下大约70个贫穷的犹太家庭留在此处。俄巴底亚是一位充满活力且博学的领导者，他开始复兴耶路撒冷的犹太社区。到了1495年，城中已经有了200个犹太家庭。当时还有有许多被西班牙驱逐而流亡的犹太难民，他们担心马穆鲁克统治的混乱而选择远离这里。此地的大规模移民要等到1517年突厥人征服之后才会开始。采法特的情形则相对较好。约瑟·萨拉戈西于15世纪末的到来帮助了采法特及其周边地区的发展，此处成为了巴勒斯坦最大的犹太人聚居地。随着西班牙塞法迪犹太移民的涌入，到16世纪初，这里的犹太人口已增加到1万人。而据约瑟·曼塔比亚25年前的统计，采法特及其周边当时只有300个犹太家庭。在此之前的近300年前，法国拉比撒母耳·本·参孙于1210年首次记录了采法特的犹太人，当时他只找到50名居住于此的犹太人。而等到17世纪初，采法特将有18所塔木德学院和21座犹太会堂。
据记载，16世纪初的巴勒斯坦至少有30个犹太城市和乡村社区。

## 近现代（1517年至今）

### 奥斯曼统治时期（1517年—1917年）

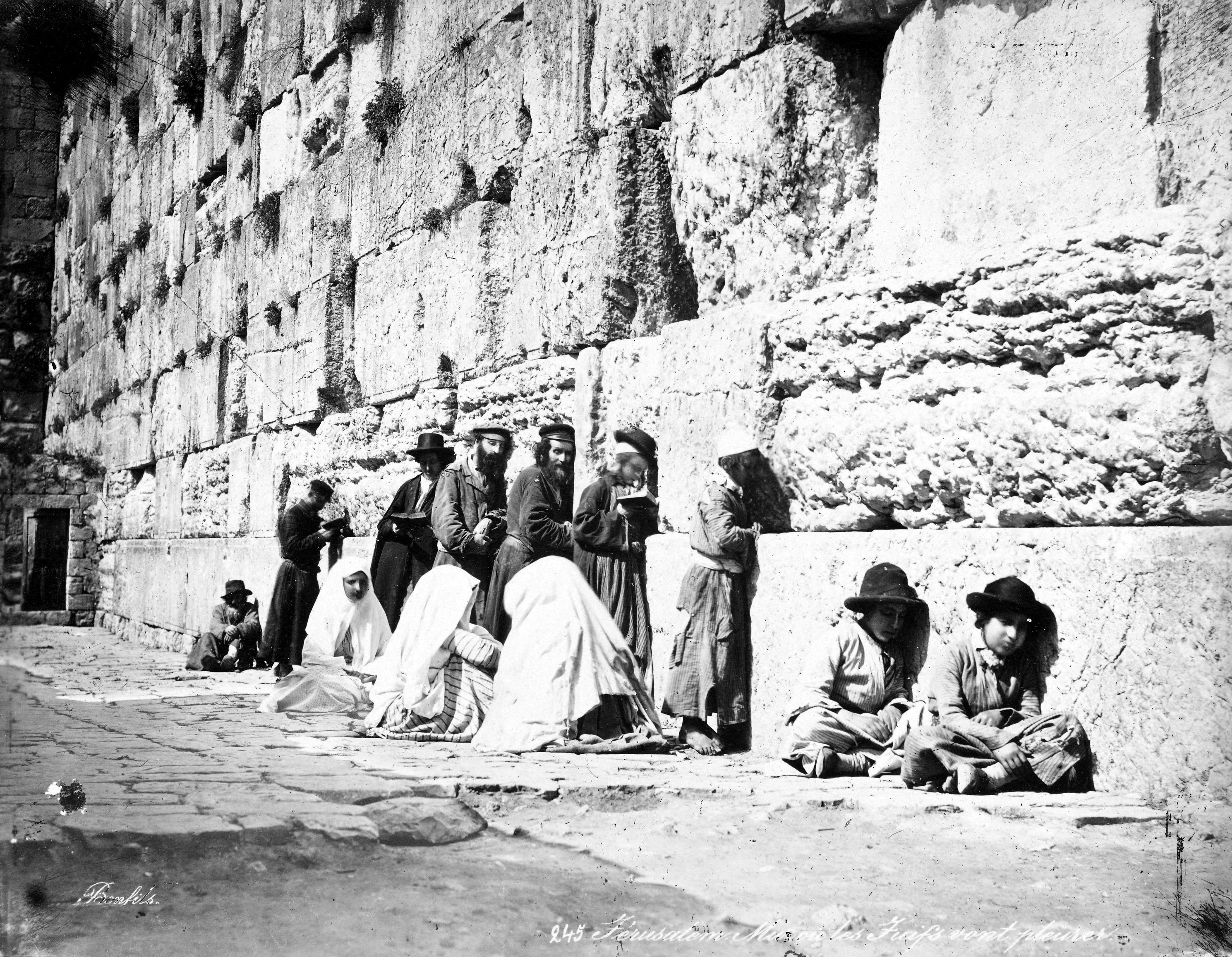
这张摄于1870年代的照片是犹太人在第二圣殿西墙祈祷的最早照片之一，1050年《亚希玛斯编年史》（Chronicle of Ahimaaz）就提到此处是犹太人的祈祷地。

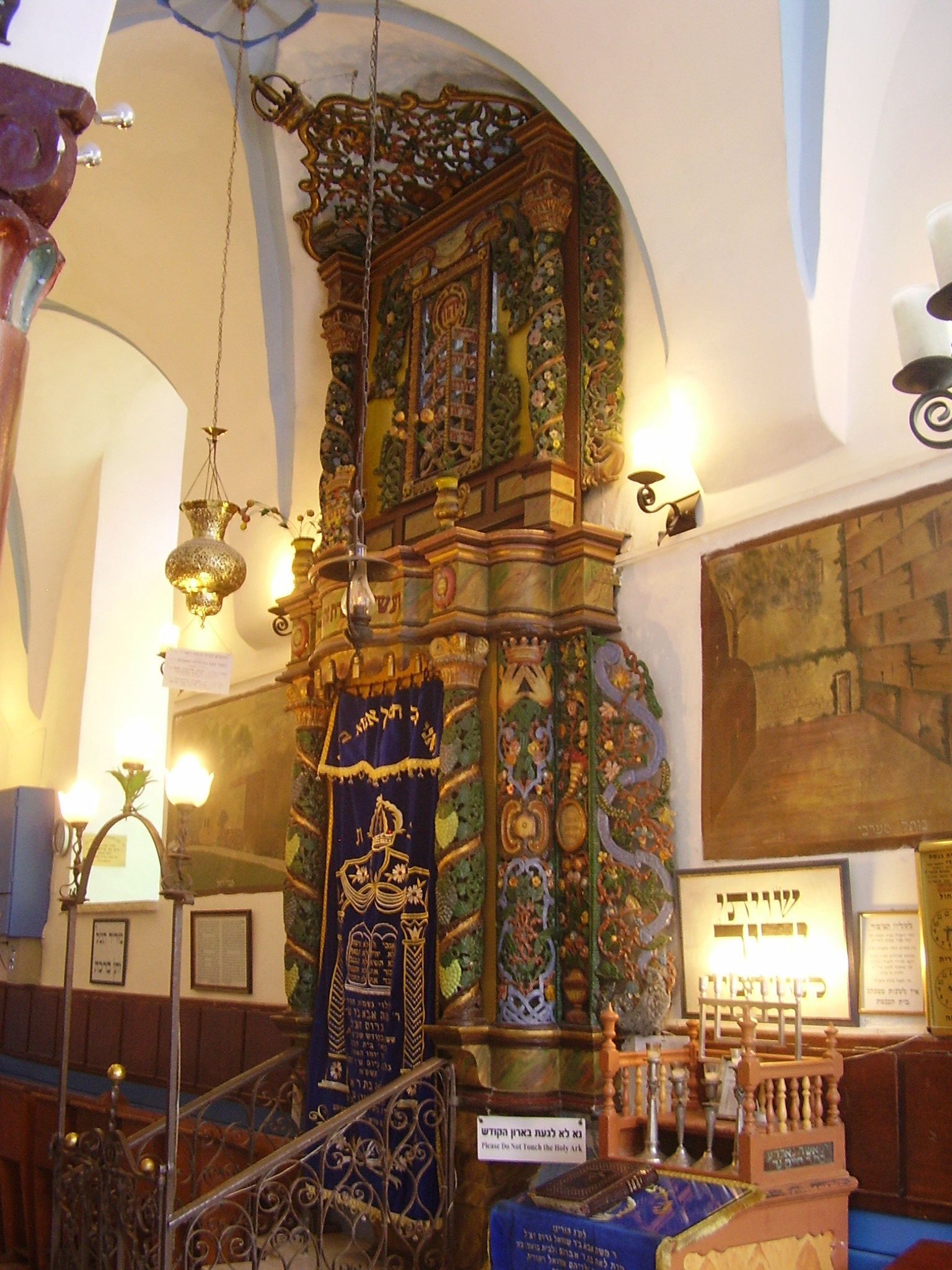
位于采法特的阿里犹太会堂始建于1570年代，后于1857年重建。

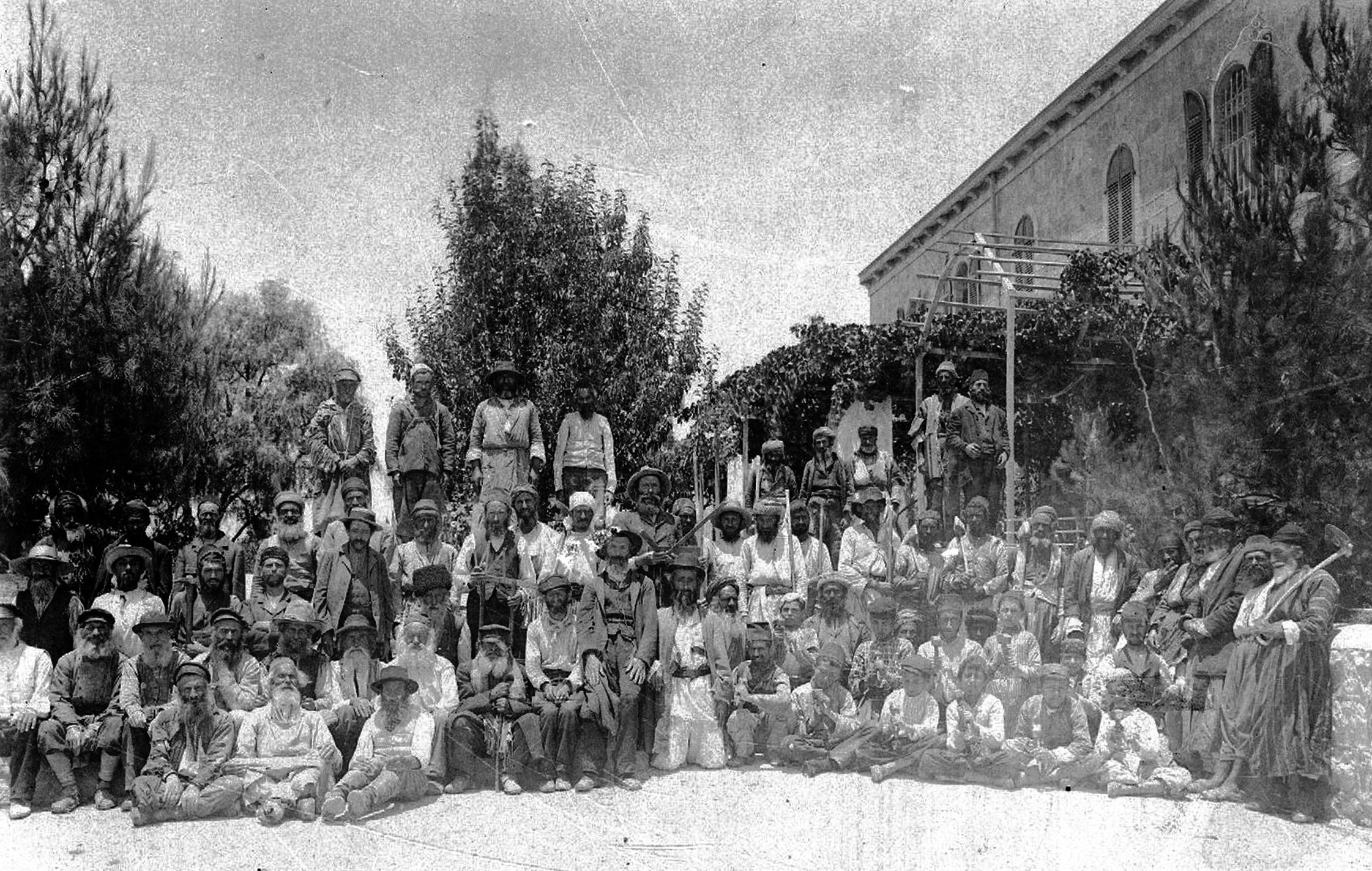
19世纪中叶在耶路撒冷亚伯拉罕葡萄园社区工作的犹太工人

1516年至1517年间，奥斯曼帝国苏丹塞利姆二世征服了巴勒斯坦，此地在接下来的四个世纪成为了帝国叙利亚省的一部分。在1517年奥斯曼帝国统治开始时，巴勒斯坦约有5千名犹太人，包括大约1千个犹太家庭。犹太人主要居住在耶路撒冷、纳布卢斯、希伯伦、加沙、采法特以及加利利地区的村庄中。犹太社区由从未离开过这片土地的犹太人后裔和来自散居地的犹太移民组成。
1534年，来自西班牙的犹太难民雅各·毕拉布在采法特定居。他认为重新引入古老的拉比按立制度的时机已经成熟，这将为全世界的犹太人建立一个公认的中央权威。1538年，25名采法特拉比集会任命了毕拉布，他们希望此举能够促成新犹太公会的建立。然而，这一计划遭到了耶路撒冷首席拉比利维·本·雅各·伊本·哈比卜的强烈抗议，最终以失败告终。新的奥斯曼统治者则担心犹太公会可能会因此获得过多的权力，甚至会更近一步走向犹太复国，于是他们强迫毕拉布离开了巴勒斯坦。
尽管如此，16世纪见证了巴勒斯坦犹太社区的复苏。其中采法特的犹太社会最为活跃，那里已成为一个犹太精神中心和神秘主义者的家园。约瑟·卡罗在采法特所著的《全桌盛宴》被认为是一部非常权威的犹太教法指南。以色列·纳贾拉、所罗门·阿尔卡贝兹等诗人则在这里创作出了一些广受赞誉的赞美诗。作为犹太神秘主义的中心，这里有摩西·科尔维洛和拿弗他利·赫兹·本·雅各·埃尔哈南等著名的卡巴拉派学者。巴勒斯坦神秘主义者以撒·卢里亚则开创了新的现代卡巴拉主义，并由其弟子哈伊姆·维塔尔继续发扬。在采法特，犹太人发展了谷物、香料、纺织品和染色等行业。1577年，采法特出现了第一台希伯来语印刷机。1555年时采法特的犹太人口为8千到1万人，到本世纪末时则增加到2至3万人。

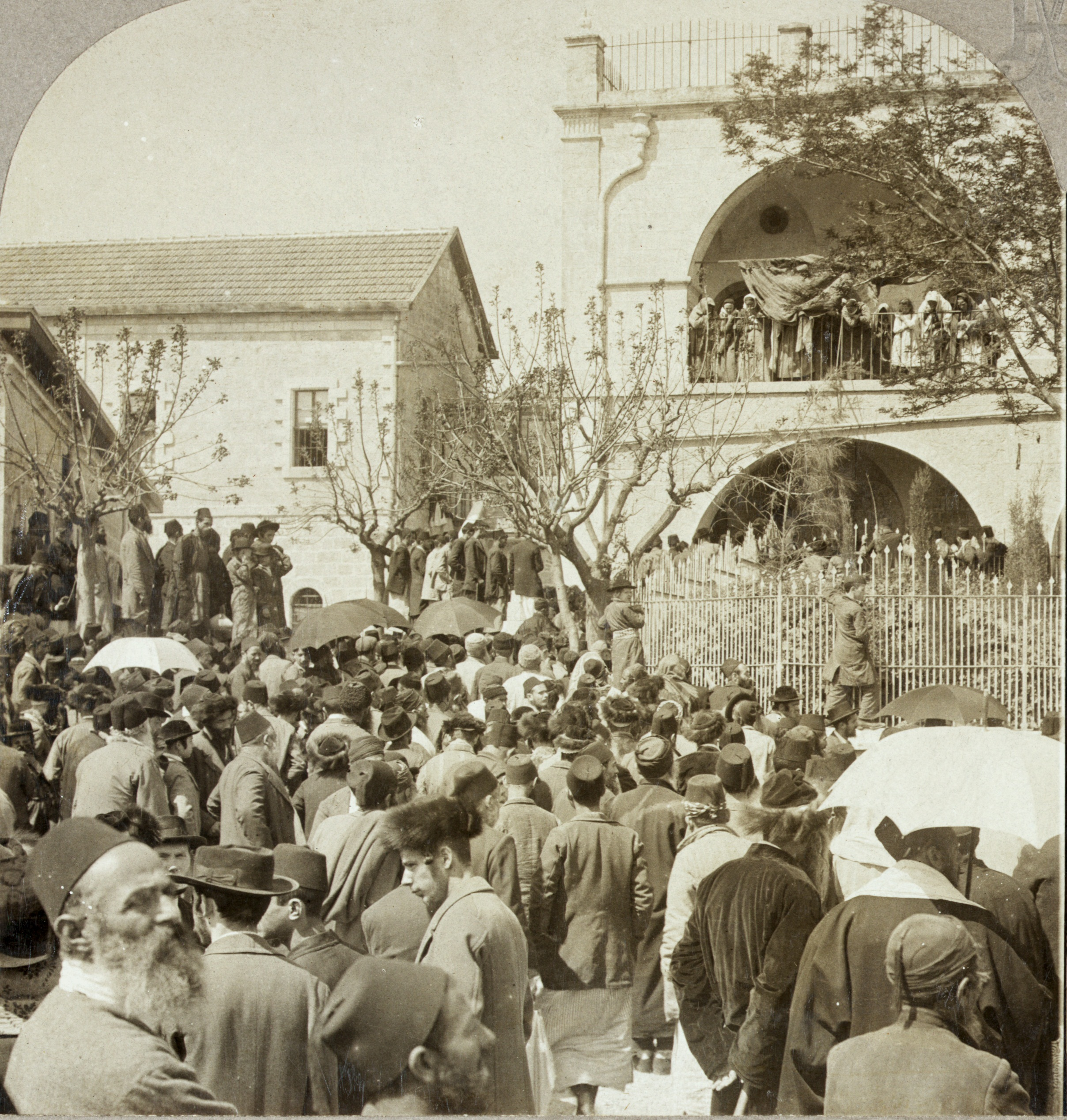
1903年耶路撒冷一位拉比的葬礼

1563年左右，约瑟·纳西在苏丹塞利姆二世的许可下购买了太巴列及周围的七个村庄，并以此建立了一个犹太城邦。他希望大批犹太难民和马拉诺人能在那里定居，远离恐惧和压迫。当时也确实有来自意大利科里的约200名遭受迫害的犹太人决定移居太巴列。1564年，纳西重建了太巴列的城墙，并试图通过种植桑树来生产丝绸，将其变成一个自给自足的纺织制造中心。然而，在随后几年内，该计划因诸多因素而最终失败。纳西的姨母格拉西亚·门德斯·纳西多年来一直支持城中的一所叶史瓦经学院，直到她1569年去世。
1567年，也门学者、拉比撒迦利亚·达希里访问了采法特，并在其著作《道德教化之书》（Sefer Ha-Musar）中记录了他的经历。他对采法特城镇与拉比约瑟·卡罗犹太经学院的记载为历史学家提供了这些地方的第一手资料，也留下了现存唯一关于卡罗经学院的历史记录。
1576年，采法特的犹太人社区曾面临驱逐令：当时下令一千个富裕犹太家庭将被驱逐到塞浦路斯，而此后第二年将再驱逐五百个家庭。不过后来意识到收取犹太人租金的经济利益，当局最终撤销了这一命令。1586年，伊斯坦布尔的犹太人同意修建一座设防的驿站（khan），为采法特的犹太人提供庇护所，以抵御夜间强盗与武装盗贼。
拉德巴兹曾于1569年搬到耶路撒冷，但很快就因为当地对犹太人的高额税收而迁往采法特。

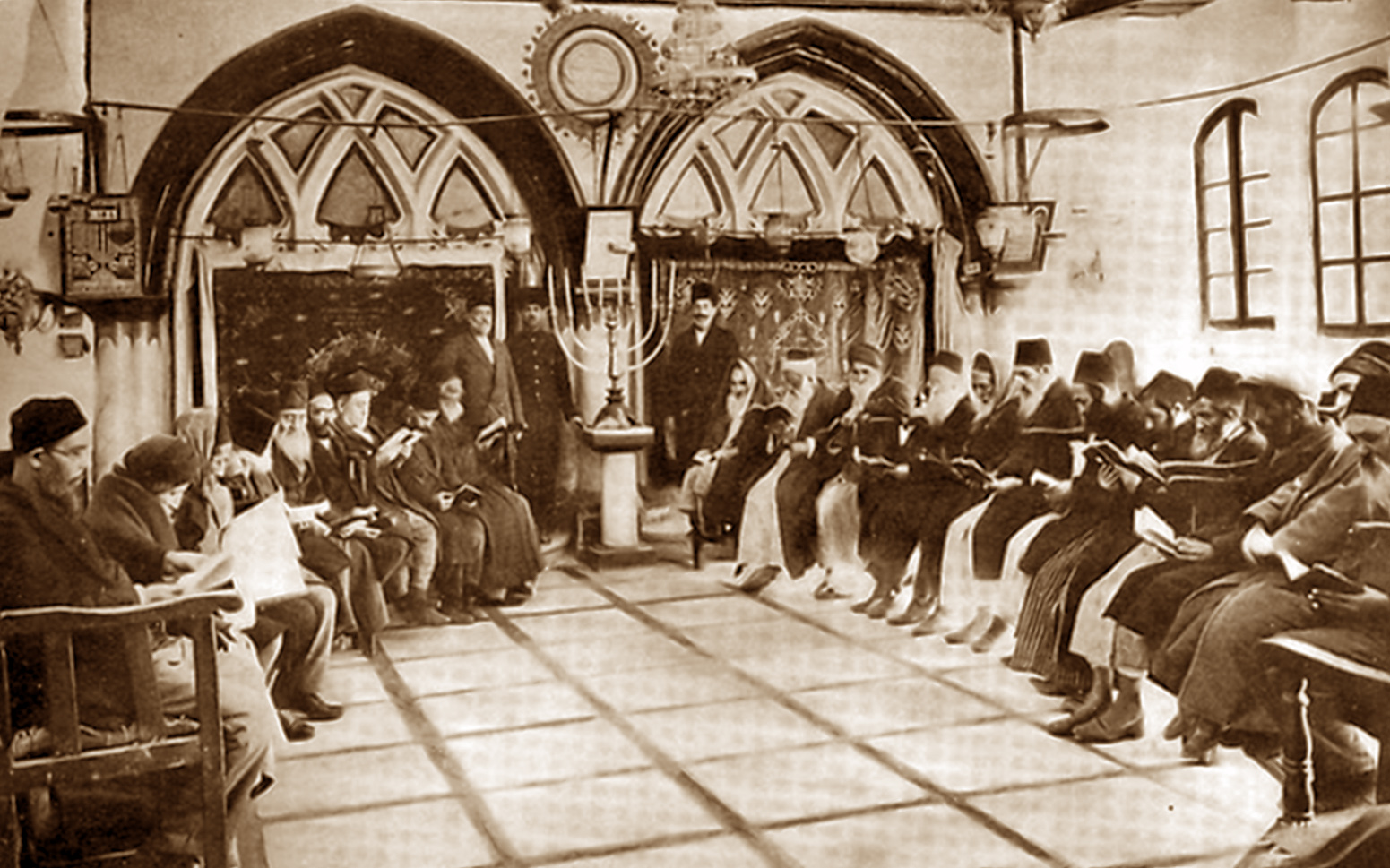
1893年在约哈难拉比会堂举行的首席拉比就职仪式

1610年，耶路撒冷的约哈难拉比会堂竣工，成为了塞法迪犹太人的主要会堂，他们的首席拉比也在此接受任命。1625年时在旁增建的研究院后来成为先知以利亚会堂。
在1648年至1654年乌克兰的赫梅利尼茨基起义中，超过10万名犹太人遭到屠杀，有一些幸存的犹太人则移居到以色列。1660年（一说1662年），加利利地区发生权力斗争后，德鲁兹教徒摧毁了犹太人聚居的采法特和太巴列。
由于安全局势不稳定、自然灾害频发以及城市被废弃，17世纪时巴勒斯坦犹太人口急剧下降，成为奥斯曼帝国境内一个偏远而荒凉的地区。奥斯曼中央政府变得软弱腐败，犹太社区则遭到当地统治者、禁卫军、行会、贝都因人和土匪的骚扰。同时，犹太社区还卷入了当地部落首领之间的争斗，他们勒索并压迫犹太人。加利利的犹太社区严重依赖于与阿卡统治帕夏关系密切的一个银行家族的命运。最终，这片土地上的犹太人口骤减。
1700年，约500至1000名来自欧洲的犹太教徒跟随犹大·赫哈西德移民到巴勒斯坦，并在耶路撒冷定居。他们被迫以耶路撒冷犹太社区的名义向奥斯曼当局提供经济担保，以换取进入奥斯曼帝国的许可。当时，约有200名阿什肯纳兹犹太人和1000名塞法迪犹太人居住在该城，其中多数人依靠其他地方犹太人的捐赠维特生活。大量阿什肯纳兹犹太移民的突然涌入引发了一场危机。当地社区无力帮助这么多新移民，并怀疑一些新来者是他们并不认同的沙巴泰派。新来者建造了胡瓦会堂，但因此负债累累。1720年，由于无法偿还债务，阿拉伯债权人放火烧毁了会堂，并占领了该地区。奥斯曼当局认为阿什肯纳兹犹太社区与赫哈西德带领的群体应对此负责，并将所有阿什肯纳兹犹太人驱逐出耶路撒冷。
1714年，荷兰学者阿德里安·雷兰发表了他访问巴勒斯坦的见闻录，指出在耶路撒冷、采法特、太巴列、加沙等巴勒斯坦各地都有重要的犹太人聚居中心。18世纪时，犹太人口略有回升。1740年，来自伊兹密尔的拉比哈伊姆·阿布拉菲亚在太巴列当地首领扎希尔·欧麦尔的支持下，恢复了太巴列及其周边地区的犹太人定居点。1742年，一群来自摩洛哥和意大利的犹太移民在摩洛哥拉比哈伊姆·伊本·阿塔尔的带领下抵达巴勒斯坦，其中大部分人在耶路撒冷定居。当时巴勒斯坦境内的犹太人绝大多数是塞法迪犹太人或米兹拉希犹太人，只有少数阿什肯纳兹犹太人。奥斯曼当局限制了居住在耶路撒冷的犹太人数量。1759年的近东地震摧毁了采法特的大部分地区，造成2000人死亡，其中包括190名犹太人。1777年，一群约300名来自立陶宛的哈西德派犹太人在拉比维捷布斯克的梅纳赫姆·孟德尔的带领下移民到巴勒斯坦。这是一段时间以来第一批与其原籍国保持联系的犹太移民。他们曾考虑在采法特定居，但由于遭到反对，最终大多数人定居在太巴列，还有一些人则定居在派基。他们加强了犹太人在加利利的势力，并将阿什肯纳兹人的势力扩展到了采法特以外的地方。1800年时，约有6500名犹太人生活在巴勒斯坦。
19世纪伊始，东欧著名拉比维尔纳加昂的门徒们，即所谓的法利赛人，开始前往以色列地定居。在这之前不久，维尔纳加昂的另两个弟子，维尔纳的哈伊姆（Hayim of Vilna）和什克洛夫的以色列·本·撒母耳，已经先一步来到此地。总共有三批维尔纳加昂的门徒移居以色列地，他们奠定了耶路撒冷和采法特的阿什肯纳兹犹太社区的基础。他们的到来推动了耶路撒冷阿什肯纳兹犹太人的复兴。在近一个世纪前阿什肯纳兹犹太人被驱逐后，耶路撒冷的犹太社区主要由塞法迪人组成。其中许多门徒的后代都成为了现代以色列社会的重要人物。维尔纳加昂本人也曾计划前往以色列地，但由于未知的原因，他最终折返回了维尔纳，并在不久后去世。
在1799年阿卡围城战期间，拿破仑向亚洲和非洲的犹太人发出宣言，请求他们帮助他征服耶路撒冷。然而，拿破仑在这次战役中被英国人击败，该计划也胎死腹中。
1820年，加利利统治者的犹太顾问与财政长官哈伊姆·法尔希被杀害，他的兄弟在奥斯曼当局的许可下组建了一支军队，向南进军并征服了加利利。他们在阿卡受阻，14个月久攻不下之后他们不得不放弃并撤退至大马士革。
在穆罕默德·阿里帕夏占领期间爆发了农民起义，犹太人成为了1834年采法特洗劫与同年希伯伦屠杀的目标。到1844年，一些资料显示，犹太人已成为耶路撒冷最大的族群，到1890年人口更是占城中的绝对多数。但整体而言，犹太人口在该地区人口的比例仍不到10%。 
贯穿整个19世纪一直到1880年代，来自东欧的阿什肯纳兹犹太人以及来自土耳其、保加利亚和北非的塞法迪犹持续向巴勒斯坦移民。由于来自以色列地内外的犹太人的迁移，耶路撒冷的犹太人口增长迅速。采法特与太巴列在1837年加利利地震中遭受重创，而地震过后，一些来自两地的犹太居民搬到了耶路撒冷，进一步增加了城市的犹太人口。不过，这也导致城中的犹太区变得过于拥挤和肮脏，而搬到城市其他区域的犹太人则需要向非犹太房东支付高昂的租金。1850年代，罗斯柴尔德家族试图通过资助名为“收容之家”的犹太人公寓来缓解犹太区过度拥挤的问题，但这还远不足以解决所有问题。随着耶路撒冷扩张到传统旧城墙之外，犹太人开始在旧城外定居。1855年，英国驻耶路撒冷领事詹姆斯·芬恩建立了拥有葡萄园和肥皂厂的亚伯拉罕葡萄园区，为耶路撒冷的犹太人提供就业机会，使他们不必依靠国外的捐赠维持生活。建造在旧城外的第一个犹太社区是1860年建立的平安居所。随后在1867年，马哈内以色列成为了旧城外的第二个犹太社区，作为马格里布犹太人的聚居点。旧城外的第三个犹太社区则是1869年建立的那哈拉特斯瓦，由七个家庭共同出资购买土地并建造而成。1875年，名为“忠诚之城”、“以色列石”的犹太社区也相继成立。1870年代，犹太人也开始在耶路撒冷以外定居。1870年，米克维以色列农业学校成立，这不仅是第一所犹太农业学校，也是除了耶路撒冷之外近代犹太人在巴勒斯坦地区建立的首个新的定居点。来自采法特的犹太人于1878年建立了名为“力量之谷”（Gei Oni）的村庄，后来更名为罗什平纳，而来自欧洲的犹太宗教先驱则建立了佩塔提克瓦。1870年代，从摩洛哥和土耳其来的移民也增加了海法的犹太人口的。
1880年，巴勒斯坦的犹太人口约为2万至2.5万人，其中三分之二在耶路撒冷。当时的犹太人口被称为老依舒夫，主要分为两个群体。其中较古老的一个群体包括在马穆鲁克后期和奥斯曼早期建立的由讲犹太西班牙语的塞法迪犹太人组成的社区，以及在伊斯兰教到来之前就已经在此生活、文化和语言上已经阿拉伯化的犹太人社区。塞法迪社区的来源不仅包括定居在巴勒斯坦的塞法迪犹太人，还包括与塞法迪社区通婚的当地阿拉伯化的犹太人，以及从中东其他地区迁移并融入塞法迪社区的米兹拉希犹太人。第二个群体则是阿什肯纳兹犹太人社区，主要由在18和19世纪从欧洲移居到巴勒斯坦的哈雷迪犹太人组成。
19世纪末和20世纪初，成千上万的犹太移民开始抵达巴勒斯坦，建立新的犹太人聚居地。这些移民主要受到民族主义和犹太复国主义的影响，他们渴望在自己祖先的土地上生活，有些也支持建立一个新的犹太国家。第一次主要的移民潮（第一次阿利亚）发生于1881年至1903年间。约有2.5万至3.5万名犹太人移民到巴勒斯坦，他们主要来自东欧和也门，但其中大约一半后来离开了。当时犹太人购买了约9万英亩的土地，建立了约28个重要的犹太人定居点。在此期间，希伯来语开始在巴勒斯坦复兴。希伯来语学校体系建立了起来，并创造了新的词汇，使希伯来语更加实用。艾利泽·本-耶胡达是这一运动的领军人物。结果，希伯来语再次成为日常口语，逐渐成为巴勒斯坦犹太人口的主要语言。第二次阿利亚则发生于1904年至1914年间，大约有3.5名犹太人来到巴勒斯坦定居。他们大多来自俄罗斯帝国，但也有一部分来自也门。更多的犹太人定居点建立起来，特拉维夫于1909年建立，成为第一座现代化犹太城市。然而，1914年第一次世界大战的爆发中断了巴勒斯坦犹太社区的发展。战争期间，许多犹太人因为来自与奥斯曼交战的国家，被奥斯曼当局当作敌国国民而驱逐出巴勒斯坦。1917年奥斯曼当局实施了驱逐令，驱逐了特拉维夫和雅法的全部犹太平民。许多人被驱逐后死于饥饿和疾病。

### 英国托管地（1917年—1948年）

联合国分治计划示意图

1917年第一次世界大战接近尾声时，随着奥斯曼帝国的战败，巴勒斯坦被英国军队占领。1919年巴黎和会建立了国际联盟，会议授权英国控制约旦河以西地区（巴勒斯坦托管地），包括现在的以色列国、约旦河西岸和加沙地带，以及后来成为约旦的东岸地区（作为单独的托管地）。英国前邮政大臣赫伯特·塞缪尔在起草《贝尔福宣言》中发挥了重要作用，他被任命为巴勒斯坦托管地的首任高级专员。一战期间英国曾就中东领土问题做出过两项承诺。一方面，英国通过阿拉伯的劳伦斯向当地阿拉伯人承诺，如果他们支持英国，英国就将帮助他们建立一个统一的阿拉伯国家，覆盖大部分中东阿拉伯地区。另一方面，英国则承诺按照1917年《贝尔福宣言》的约定，帮助犹太民族建立其“民族之家”。
随着英国人的到来，被奥斯曼帝国驱逐的犹太人得以返回，犹太移民数量再次回升。第三次阿利亚发生于1919年到1923年巴勒斯坦爆经济危机为止，大约有4万巴勒斯犹太移民抵达巴勒斯坦。1924年到1928年的第四次阿利亚期间，又有大约8万名犹太移民来到此地。第五次阿利亚则发生在1929年至1939年间，据估计有22.5万至30万名犹太移民抵达。在此期间，犹太人不断购买土地，建立许多新的犹太人定居点，并继续发展城市地区现有的犹太人社区。尤其是特拉维夫经历了大规模的发展，成为了一座重要的城市。到1939年，这里已成为三分之一以上犹太人口的居住地。这一时期，由于犹太移民问题，以色列与阿拉伯人间的紧张关系加剧。1921年雅法暴乱和1929年巴勒斯坦暴乱中，阿拉伯人暴力袭击了犹太人聚居中心，紧张局势最终导致了1936年至1939年的巴勒斯坦阿拉伯人大起义，期间阿拉伯人发动了针对犹太人和英国人的大规模袭击。
1947年时，约有63万名犹太人和约120万阿拉伯人生活在巴勒斯坦。随着暴力事件不断升级，英国政府表示希望在当年撤出巴勒斯坦。拟议的分治计划（联合国大会第 181(II) 号决议）将巴勒斯坦分为一个独立的阿拉伯国、一个独立的犹太国以及由联合国治理的耶路撒冷独立个体，其中拟议的犹太国将得到巴勒斯坦一半多的土地。当联合国大会通过决议建议执行分治计划后，犹太领导阶层认可了该决议。阿拉伯联盟拒绝接受分治计划，试图扼杀新的犹太国家，掀起了阿拉伯人与犹太人之间的巴勒斯坦托管地内战。
1948年5月14日，即英国结束托管的前一天，以大卫·本-古里安为首的巴勒斯坦犹太社区领导层宣布在以色列地建立一个名为“以色列国”的犹太国家。

### 以色列国（1948年至今）

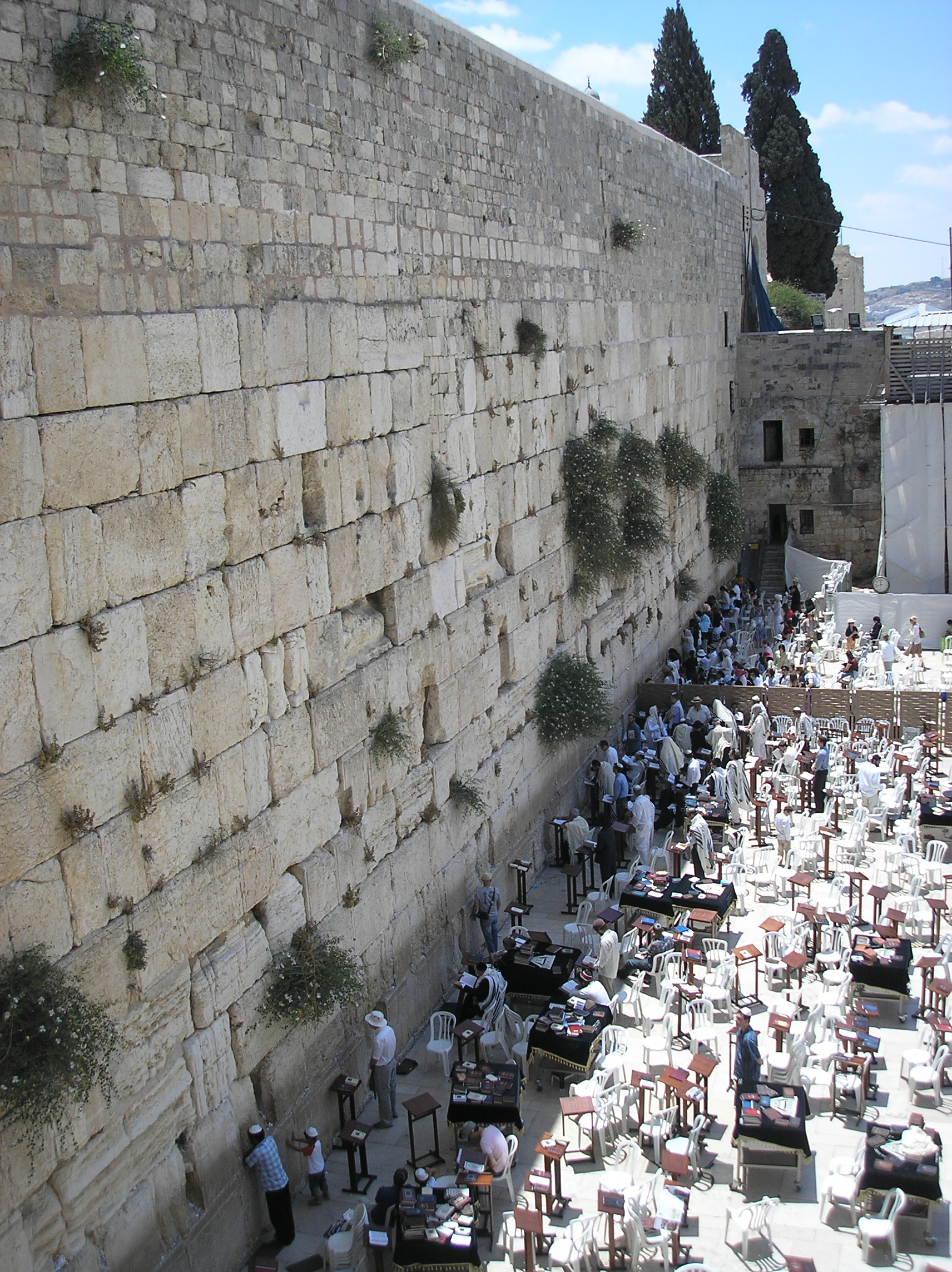
耶路撒冷西墙

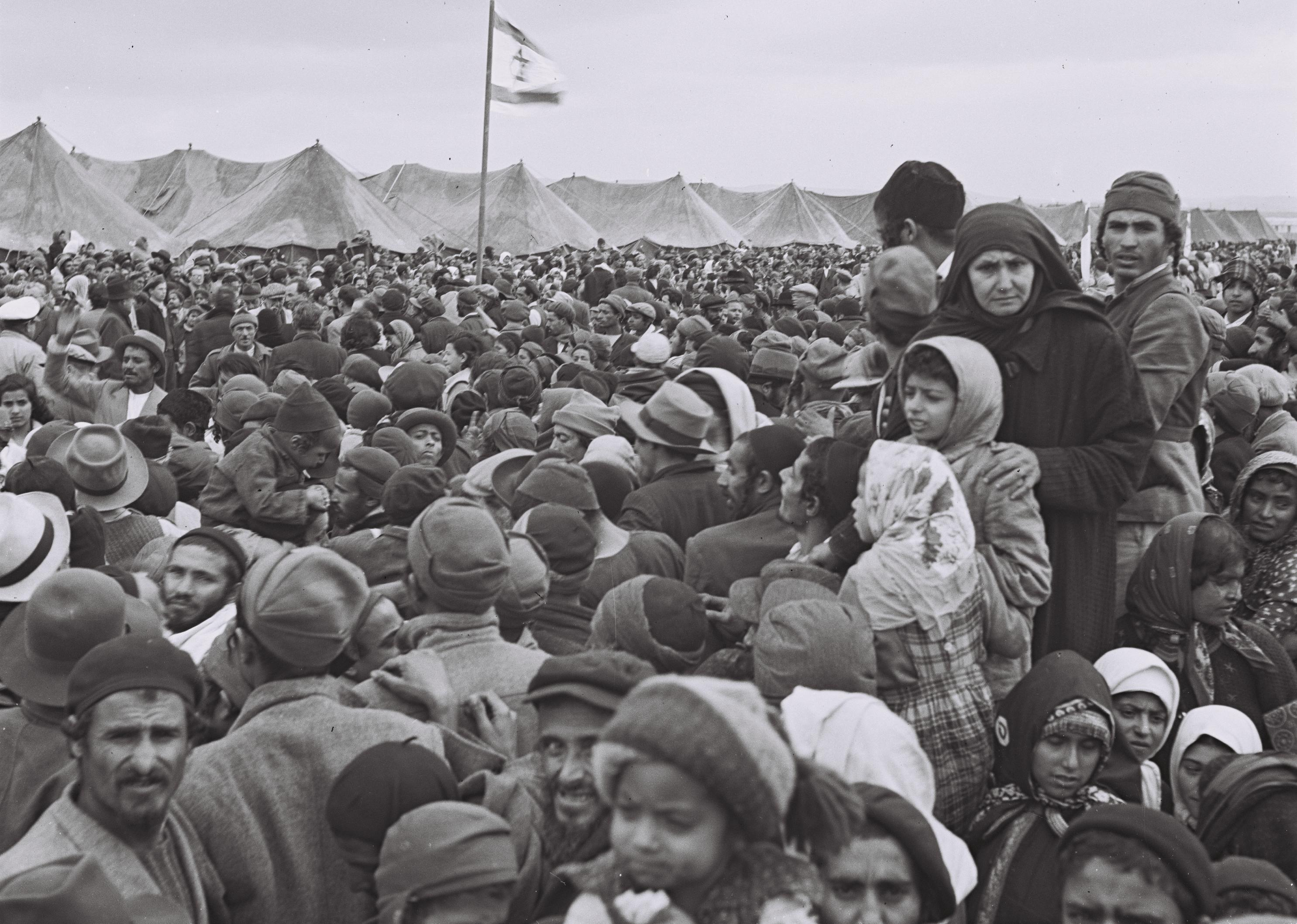
1950年的罗什艾因，大批也门犹太人移民至以色列

以色列国甫一成立，埃及、黎巴嫩、叙利亚、约旦和伊拉克的军队就进军了刚刚结果英国托管的领土，引发了1948年阿以战争。新生的以色列国防军成功击退了阿拉伯军队，并将以色列的边界扩展到最初分治计划拟议的犹太国家的边界之外。到1948年12月，以色列控制了原巴勒斯坦托管地的大部分地区。托管地的剩余部分则包括由约旦控制的约旦河西岸地区和由埃及控制的加沙地带。到这场冲突结束时，有71.1万名巴勒斯坦阿拉伯人被驱逐或逃离家园，成为巴勒斯坦难民。其中三分之一去了约旦河西岸，三分之一去了加沙地带，其余的则流向了约旦、叙利亚、黎巴嫩等国家。
以色列建国后，欧洲的纳粹大屠杀幸存者和阿拉伯国家的犹太难民大量涌入，使得以色列的人口在独立后一年内就翻了一番。总体而言，约有85万名塞法迪犹太人和米兹拉希犹太人在随后的几年里逃离或被驱逐出阿拉伯国家、伊朗和阿富汗，其中约有68万人到以色列定居。
以色列的犹太人口此后多年一直持续高速增长。这主要源于来自世界各地的犹太移民潮，其中包括1990年代初根据回归法抵达以色列的大量苏联犹太移民。仅1990年至1991年间，就有大约38万犹太移民从苏联来到以色列。
自1948年以来，以色列卷入了一系列重大军事冲突，其中包括1956年苏伊士河危机（第二次中东战争）、1967年六日战争（第三次中东战争）、1973年赎罪日战争（第四次中东战争）、1982年黎巴嫩战争（第五次中东战争）、2006年黎巴嫩战争以及一系列几乎持续不断的各种冲突，包括了正在进行的以巴冲突。尽管面临着持续的安全威胁，以色列经济仍然蓬勃发展。在整个1980年代和1990年代，以色列采取了在货币政策、国内资本市场以及在政府干预经济活动的手段等方面采取了许多自由化措施。政府在经济中的作用大幅降低。但政府在一些方面也强化了其经济职能，包括引入国家健康保险制度，不过私营医疗机构仍继续为国民提供医疗服务。失业救济金、儿童津贴、养老金、最低收入保障等社会福利支出不断扩大，直至成为主要的预算支出。这些转移支付在很大程度上弥补了以色列持续扩大的收入不均现象。

### 引用
1. ↑  John Day, [In Search of Pre-Exilic Israel,] Bloomsbury Publishing, 2005 pp. 47.5, p. 48: 'In this sense, the emergence of ancient Israel is viewed not as the cause of the demise of Canaanite culture but as its upshot'.
2. ↑  ubb, 1998. pp. 13–14
3. ↑  Mark Smith in "The Early History of God: Yahweh and Other Deities of Ancient Israel" states "Despite the long regnant model that the Canaanites and Israelites were people of fundamentally different culture, archaeological data now casts doubt on this view. The material culture of the region exhibits numerous common points between Israelites and Canaanites in the Iron I period (c. 1200–1000 BCE). The record would suggest that the Israelite culture largely overlapped with and derived from Canaanite culture... In short, Israelite culture was largely Canaanite in nature. Given the information available, one cannot maintain a radical cultural separation between Canaanites and Israelites for the Iron I period." (pp. 6–7). Smith, Mark (2002) "The Early History of God: Yahweh and Other Deities of Ancient Israel" (Eerdman's)
4. 1 2  Rendsberg, Gary (2008). "Israel without the Bible". In Frederick E. Greenspahn. The Hebrew Bible: New Insights and Scholarship. NYU Press, pp. 3–5
5. ↑  Rauh, Nick. . Purdue.edu. Purdue University.   [14 September 2023]. （原始内容存档于2023-11-06）.
6. ↑  Catherine Hezser, Jewish Literacy in Roman Palestine, Mohr Siebeck, 2001, pp. 170–171.
7. ↑  Michael Avi-Yonah, The Jews Under Roman and Byzantine Rule: A Political History of Palestine from the Bar Kokhba War to the Arab Conquest, Magnes Press, Hebrew University, 1984, pp. 15–19, 20, 132–33, 241 cited William David Davies, Louis Finkelstein, Steven T. Katz (eds.),  The Cambridge History of Judaism: Volume 4, The Late Roman-Rabbinic Period, pp. 407ff.
8. 1 2  Moshe Gil, A History of Palestine: 634–1099, p. 3.
9. ↑  "Jew", Oxford English Dictionary.
10. ↑  . Judaism101.   [8 February 2014]. （原始内容存档于2020-02-08）.
11. ↑  Finkelstein, Israel. "Ethnicity and origin of the Iron I settlers in the Highlands of Canaan: Can the real Israel stand up?." The Biblical archaeologist 59.4 (1996): 198–212.
12. ↑  Finkelstein, Israel. The archaeology of the Israelite settlement. Jerusalem: Israel Exploration Society, 1988.
13. ↑  Finkelstein, Israel, and Nadav Na'aman, eds. From nomadism to monarchy: archaeological and historical aspects of early Israel. Yad Izhak Ben-Zvi, 1994.
14. ↑  Finkelstein, Israel. "The archaeology of the United Monarchy: an alternative view." Levant 28.1 (1996): 177–87.
15. ↑  Finkelstein, Israel, and Neil Asher Silberman. The Bible Unearthed: Archaeology's New Vision of Ancient Israel and the Origin of Sacred Texts. Simon and Schuster, 2002.
16. ↑  Dever, William. . Eerdmans. 2001: 98–99. ISBN 3-927120-37-5. After a century of exhaustive investigation, all respectable archaeologists have given up hope of recovering any context that would make Abraham, Isaac, or Jacob credible "historical figures" [...] archaeological investigation of Moses and the Exodus has similarly been discarded as a fruitless pursuit.
17. ↑  Tubb, Jonathan N. . Peoples of the Past 2. Norman: University of Oklahoma. 1998: 13–14. ISBN 978-0-8061-3108-5.
18. ↑  McNutt 1999, p. 47.
19. ↑  K. L. Noll, Canaan and Israel in Antiquity: An Introduction, （页面存档备份，存于） A&C Black, 2001 p. 164: "It would seem that, in the eyes of Merneptah's artisans, Israel was a Canaanite group indistinguishable from all other Canaanite groups." "It is likely that Merneptah's Israel was a group of Canaanites located in the Jezreel Valley."
20. ↑  Tubb, 1998. pp. 13–14
21. ↑  Mark Smith in "The Early History of God: Yahweh and Other Deities of Ancient Israel" states "Despite the long regnant model that the Canaanites and Israelites were people of fundamentally different culture, archaeological data now casts doubt on this view. The material culture of the region exhibits numerous common points between Israelites and Canaanites in the Iron I period (c. 1200–1000 BCE). The record would suggest that the Israelite culture largely overlapped with and derived from Canaanite culture... In short, Israelite culture was largely Canaanite in nature. Given the information available, one cannot maintain a radical cultural separation between Canaanites and Israelites for the Iron I period." (pp. 6–7). Smith, Mark (2002) "The Early History of God: Yahweh and Other Deities of Ancient Israel" (Eerdman's)
22. ↑  Stager in Coogan 1998, p. 91.
23. ↑  Dever 2003, p. 206.
24. ↑  Miller 1986, pp. 78–9.
25. ↑  McNutt 1999, p. 35.
26. ↑  Finkelstein, Israel; Silberman, Neil Asher (2001). The Bible Unearthed. ISBN 9780743223386. P. 107
27. ↑  McNutt 1999, p. 70.
28. ↑  Miller 2005, p. 98.
29. ↑  McNutt 1999, p. 72.
30. ↑  Miller 2005, p. 99.
31. ↑  Miller 2005, p. 105.
32. ↑  Lehman in Vaughn 1992, pp. 156–62.
33. ↑  . Biblical Archaeology Society. 2021-01-30  [2021-04-30]. （原始内容存档于2023-11-29） （英语）.
34. ↑  Elizabeth Bloch-Smith and Beth Alpert Nakhai, "A Landscape Comes to Life: The Iron Age I" （页面存档备份，存于）, Near Eastern Archeology, Vol. 62, No. 2 (June 1999), pp. 62–92
35. ↑  Gil Ronen. . Israel National News. 31 October 2008  [2024-04-25]. （原始内容存档于2020-07-18）.
36. ↑  Yosef Garfinkel and Saar Ganor, Khirbet Qeiyafa: Sha'arayim 的存檔，存档日期4 October 2011., The Journal of Hebrew Scriptures, Volume 8, Article 22. ISSN 1203-1542.
37. ↑  Faust, Avraham; Garfinkel, Yosef; Mumcuoglu, Madeleine (2021). «The Study of the 10th Century BCE in the Early 21st Century CE: An Overview» （页面存档备份，存于）. Jerusalem Journal of Archaeology 1: 1-14. "The sophisticated methods of data collection and analysis that resulted from the debate significantly narrowed the chronological gap between the schools, leading most scholars to follow various versions of the traditional, or modified, chronology (e.g., Stager 2003; Mazar 2011; Katz and Faust 2014; Garfinkel et al. 2015; 2019; Dever 2017; Faust and Sapir 2018; Ortiz 2018; Master 2019)"
38. ↑  Jerusalem: The Biography by Simon Sebag Montefiore pp 28 and 39 Phoenix 2011
39. ↑  Dever, William. . Eerdmans. 2001. ISBN 978-0-8028-2126-3.
40. ↑  Finkelstein and Silber, The Bible Unearthed
41. ↑  Kurkh stela: https://www.britishmuseum.org/research/collection_online/collection_object_details.aspx?objectId=367117&partId=1 （页面存档备份，存于） For original inscription see http://rbedrosian.com/Downloads3/ancient_records_assyria1.pdf （页面存档备份，存于） page 223
42. ↑  Mazar in Finkelstein 2007, p. 163.
43. ↑  Brown, William. . World History Encyclopedia.   [2024-04-25]. （原始内容存档于2024-04-02）.
44. ↑  . Haaretz.   [2021-04-30]. （原始内容存档于2022-03-15） （英语）.
45. ↑  Mazar, Amihai. . Archaeological and Biblical Perspectives. 2010: 29  [2024-04-25]. （原始内容存档于2023-02-13） （英语）.
46. ↑  Moore, Megan Bishop; Kelle, Brad E. . Wm. B. Eerdmans. 17 May 2011. ISBN 978-0-8028-6260-0.
47. ↑  Pileggi, Tamar; AP. . Times of Israel.   [2021-04-30]. （原始内容存档于2024-03-29） （美国英语）.
48. ↑  Lemche 1998, p. 85.
49. ↑  First Impression: What We Learn from King Ahaz's Seal 的存檔，存档日期22 September 2017. by Robert Deutsch.
50. ↑  http://www.utexas.edu/courses/classicalarch/readings/sennprism.html （页面存档备份，存于） column 2 line 61 to column 3 line 49
51. ↑  David M. Carr. . Oxford University Press. 2005: 164.
52. ↑  Thompson, p410.
53. 1 2 3  Bar-Ilan, Meir: Major trends in Jewish Society in the Land of Israel: From the 5th century BCE till the 7th century CE 的存檔，存档日期21 May 2022.. Bar-Ilan University
54. ↑  .   [2014-10-30]. （原始内容存档于30 October 2014）.
55. ↑  See https://www.livius.org/cg-cm/chronicles/abc5/jerusalem.html 的存檔，存档日期5 May 2019. reverse side, line 12.
56. ↑  Grabbe 2004, p. 28.
57. ↑  Lemaire in Blenkinsopp 2003, p. 291.
58. ↑  Davies 2009.
59. ↑  Blenkinsopp in Blenkinsopp 2003, pp. 103–5.
60. ↑  Blenkinsopp 2009, p. 228.
61. ↑  Middlemas 2005, pp. 1–2.
62. ↑  Miller 1986, p. 203.
63. ↑  Middlemas 2005, p. 2.
64. 1 2  Middlemas 2005, p. 10.
65. ↑  Middlemas 2005, p. 17.
66. ↑  Bedford 2001, p. 48.
67. ↑  Schiffman, Lawrence H. . New York: KTAV Publishing House. 2003: 48–49  [2024-04-25]. ISBN 978-0881258134. （原始内容存档于2023-08-30）.
68. ↑  Nodet 1999, p. 25.
69. ↑  Davies in Amit 2006, p. 141.
70. ↑  Niehr in Becking 1999, p. 231.
71. ↑  Wylen 1996, p. 25.
72. ↑  Grabbe 2004, pp. 154–5.
73. ↑  Soggin 1998, p. 311.
74. ↑  Miller 1986, p. 458.
75. ↑  Blenkinsopp 2009, p. 229.
76. ↑  Paul Johnson, History of the Jews, p. 106, Harper 1988
77. ↑  . www.jewishencyclopedia.com.   [2024-04-25]. （原始内容存档于2024-03-04）.
78. ↑  Martin Goodman, Rome and Jerusalem: The Clash of Ancient Civilizations, Penguin 2008 pp. 18–19
79. ↑  M. Avi-Yonah, The Jews under Roman and Byzantine Rule, Jerusalem 1984 chapter I
80. ↑  The 'Five Good Emperors' 的存檔，存档日期11 January 2012. (roman-empire.net)
81. ↑  Mosaic or mosaic?—The Genesis of the Israeli Language （页面存档备份，存于） by Zuckermann, Gilad
82. ↑  Dubnov, Simon. . Associated University Presse. June 1980. ISBN 978-0-8453-6659-2.
83. ↑  Mary Smallwood, E. . BRILL. 2001. ISBN 978-0-391-04155-4.
84. ↑  Begley, Sharon. . Reuters. 2012-08-06  [2021-04-30]. （原始内容存档于2022-03-20） （英语）.
85. ↑  Martin Goodman, Rome and Jerusalem: The Clash of Ancient Civilizations, Penguin 2008 p. 494
86. ↑  M. Avi-Yonah, The Jews under Roman and Byzantine Rule, Jerusalem 1984 sections II to V
87. ↑  David Goodblatt, 'The political and social history of the Jewish community in the Land of Israel,' in William David Davies, Louis Finkelstein, Steven T. Katz (eds.) The Cambridge History of Judaism: Volume 4, The Late Roman-Rabbinic Period, Cambridge University Press, 2006 pp.404–430, p.406.
88. ↑  For more information, see "The Canon Debate" edited by McDonald and Sanders, 2002 Hendrickson.
89. 1 2  . ReformJudaism.org.   [14 September 2023]. （原始内容存档于2024-01-25）.
90. 1 2  Ego, Beate. . Brill. October 2006  [14 September 2023]. （原始内容存档于2023-10-06）.
91. ↑  Cherry, Robert: Jewish and Christian Views on Bodily Pleasure: Their Origins and Relevance in the Twentieth-Century 的存檔，存档日期30 October 2020., p. 148 (2018), Wipf and Stock Publishers
92. ↑  Cherry, Robert: Jewish and Christian Views on Bodily Pleasure: Their Origins and Relevance in the Twentieth-Century （页面存档备份，存于）, p. 148 (2018), Wipf and Stock Publishers
93. ↑  Bernard Lazare. . Fordham University.   [8 February 2014]. （原始内容存档于1 September 2012）.
94. 1 2  "Julian and the Jews 361–363 CE" 的存檔，存档日期20 May 2012. (Fordham University, The Jesuit University of New York).
95. ↑  Andrew Cain; Noel Emmanuel Lenski. . Ashgate Publishing, Ltd. 2009: 245–246. ISBN 978-0-7546-6725-4.
96. ↑  Abraham Malamat; Haim Hillel Ben-Sasson. . Harvard University Press. 1976: 353  [22 December 2011]. ISBN 978-0-674-39731-6.
97. ↑  Günter Stemberger. . Continuum International Publishing Group. 2000: 215. ISBN 978-0-567-08699-0.
98. ↑  Edward Kessler. . Cambridge University Press. 2010: 72. ISBN 978-0-521-70562-2.
99. ↑  M. Avi-Yonah, The Jews under Roman and Byzantine Rule, Jerusalem 1984 chapters XI–XII
100. ↑  Hayim Ben-Sasson (October 15, 1985). A History of the Jewish People. Harvard University Press. ISBN 978-0-674-39731-6.
101. ↑  Peter Schäfer, The History of the Jews in the Greco-Roman World, Routledge, 2003, p. 191.
102. ↑  . 24 April 2013  [2024-04-25]. （原始内容存档于2017-08-07）.
103. ↑  Stemberger, Günter. . Mohr Siebeck. 2010  [2024-04-25]. ISBN 9783161505713. （原始内容存档于2023-11-13）.
104. ↑  Lipiński, Edward. . Peeters Publishers. 2004  [2024-04-25]. ISBN 9789042913448. （原始内容存档于2023-04-09）.
105. ↑  Halperin, Raphael; Ben, Sasson Hayim; Malamat, Abraham; Stern, Menaḥem; Tadmor, Hayim. . Harvard University Press. 1976. ISBN 9780674397309.
106. ↑  Bagratunikʻ), Sebēos (Bishop of; Howard-Johnston, James. . Liverpool University Press. 1999  [2024-04-25]. ISBN 9780853235644. （原始内容存档于2023-11-13）.
107. ↑  . www.jewishencyclopedia.com.   [2024-04-25]. （原始内容存档于2023-11-30）.
108. ↑  . 1902.
109. ↑  Gil, Moshe. . Cambridge University Press. 27 February 1997. ISBN 9780521599849.
110. ↑  While the Syrians and the Melchite Greeks ceased to observe the penance after the death of Heraclius; Elijah of Nisibis (Beweis der Wahrheit des Glaubens, translation by Horst, p. 108, Colmar 1886) see http://www.jewishencyclopedia.com/view.jsp?letter=B&artid=1642#4756 （页面存档备份，存于）.
111. ↑  Israel Cohen. . Methuen. 1950: 310  [19 December 2011].
112. ↑  James Parkes (1949). A history of Palestine from 135 A.D. to modern times. Victor Gollancz.
113. ↑  Salo Wittmayer Baron (1957). Social and Religious History of the Jews, Volume 3: High Middle Ages: Heirs of Rome and Persia. Columbia University Press. p. 237. ISBN 9780231088404.
114. ↑  . Nazmi Al-Ju'beh. Contemporain publications (Presses de l’Ifpo). 26 May 2009: 205–231  [14 October 2023]. ISBN 978-2-35159-265-6. （原始内容存档于15 October 2023）.
115. ↑  Norman Roth. . Routledge. 8 April 2014: 622. ISBN 978-1-136-77155-2. The Muslims had reinforced the Byzantine prohibition against new synagogues in Palestine after their conquest of the land...
116. ↑  Gideon Avni, The Byzantine-Islamic Transition in Palestine: An Archaeological Approach, OUP Oxford, 2014, pp. 332–336.
117. ↑  Ira M. Lapidus,Islamic Societies to the Nineteenth Century: A Global History （页面存档备份，存于）, Cambridge University Press, 2012, p. 201.
118. ↑  The Byzantine-Islamic Transition in Palestine: An Archaeological Approach, Gideon Avni, p. 354 in reference to Moshe Gil 1992, p. 112–114
119. ↑  The Byzantine-Islamic Transition in Palestine: An Archaeological Approach, Gideon Avni, p..337
120. ↑  The Byzantine-Islamic Transition in Palestine: An Archaeological Approach, Gideon Avni, p. 353
121. ↑  Gil, p. 70-71.
122. ↑  Moshe Dothan; Ḥevrah la-ḥaḳirat Erets-Yiśraʼel ṿe-ʻatiḳoteha; Israel. Agaf ha-ʻatiḳot ṿeha-muzeʼonim. . Israel Exploration Society. 2000: 5  [28 December 2011]. ISBN 978-965-221-043-2.
123. ↑  Élie Barnavi; Miriam Eliav-Feldon; Denis Charbit. . Schocken Books. 2002: 81  [27 December 2011]. ISBN 978-0-8052-4226-3.
124. ↑  Simon Sebag Montefiore. . Orion. 27 January 2011: 124  [27 December 2011]. ISBN 978-0-297-85864-5.
125. ↑  . （原始内容存档于2013-06-15）.
126. ↑  Gil, M. A History of Palestine, 634–1099. p. 294
127. ↑  Marina Rustow. . Cornell University Press. 2008: 27  [27 December 2011]. ISBN 978-0-8014-4582-8.
128. ↑  Moshe Gil. . Cambridge University Press. 1997: 175. ISBN 978-0-521-59984-9.
129. ↑  A History of the Jewish People, A. Marx. page 259.
130. ↑  Rubenstein, Jeffrey L. . Paulist Press. 2002. ISBN 9780809105335.
131. ↑  Adler, Cyrus; Schechter, Solomon; Neuman, Abraham Aaron; Zeitlin, Solomon. . 1942.
132. ↑  Stefan C. Reif; Shulamit Reif. . Cambridge University Press. 2002: 17. ISBN 978-0-521-81361-7.
133. ↑  Raphael Patai. . Princeton University Press. 1999: 139. ISBN 978-0-691-00968-1.
134. ↑  Salo Wittmayer Baron. . Columbia University Press. 1952: 168  [21 December 2011].
135. ↑  . Americana Corp. 1977: 370  [15 August 2011]. ISBN 978-0-7172-0108-2.
136. ↑  Martin Gilbert. . Psychology Press. 2005: 2. ISBN 978-0-415-35901-6.
137. ↑  Alan John Day; Judith Bell. . Longman. 1987: 198  [22 December 2011]. ISBN 978-0-582-00987-5.
138. ↑  Allan D. Cooper. . University Press of America. 2009: 132. ISBN 978-0-7618-4097-8.
139. ↑  Alex Carmel; Peter Schäfer; Yossi Ben-Artzi. . L. Reichert. : 20.
140. ↑  Prawer, Joshua. . Oxford University Press. 1988. ISBN 978-0198225577.
141. ↑  Jerusalem in the Crusader Period （页面存档备份，存于） Jerusalem: Life throughout the ages in a holy city, David Eisenstadt, March 1997
142. 1 2 3  . www.jewishvirtuallibrary.org.   [2021-04-30]. （原始内容存档于2023-05-16）.
143. ↑  Kedar, Benjamin Z.; Phillips, Jonathan; Riley-Smith, Jonathan. . Routledge. 12 August 2016. ISBN 9781351985772.
144. ↑  Goitein, S.D. "Contemporary Letters on the Capture of Jerusalem by the Crusaders." Journal of Jewish Studies 3 (1952), pp. 162-177, pg 163
145. ↑  Sefer HaCharedim Mitzvat Tshuva Chapter 3. Maimonides established a yearly holiday for himself and his sons, 6 Cheshvan, commemorating the day he went up to pray on the Temple Mount, and another, 9 Cheshvan, commemorating the day he merited to pray at the Cave of the Patriarchs in Hebron.
146. ↑  Abraham P. Bloch. . KTAV Publishing House, Inc. 1987: 277  [26 December 2011]. ISBN 978-0-88125-108-1.
147. ↑  Benzion Dinur. David Ben-Gurion , 编. . Aldus Books. 1974: 217  [26 December 2011]. ISBN 9780490002609.
148. ↑  Geoffrey Hindley. . Pen & Sword Military. 28 February 2007: xiii  [26 December 2011]. ISBN 978-1-84415-499-9.
149. ↑  Alex Carmel; Peter Schäfer; Yossi Ben-Artzi. . L. Reichert. 1990: 31  [21 December 2011]. ISBN 978-3-88226-479-1.
150. ↑  Samson ben Abraham of Sens （页面存档备份，存于）, Jewish Encyclopedia.
151. ↑  Abraham P. Bloch. . KTAV Publishing House, Inc. 1987: 201. ISBN 978-0-88125-108-1.
152. ↑  Alexandra Cuffel. Call and Response: European Jewish Emigration to Egypt and Palestine in the Middle Ages, 1999.
153. ↑  Karen Armstrong. . Ballantine Books. 29 April 1997: 229  [25 May 2011]. ISBN 9780345391681.
154. ↑  Moshe Lichtman. . Devora Publishing. September 2006: 302  [23 December 2011]. ISBN 978-1-932687-70-5.
155. ↑  .   [2012-08-13]. （原始内容存档于13 October 2008）.
156. ↑  Shlomo Pereira.  (PDF). 26 May 2003  [7 November 2006]. （原始内容 (PDF)存档于2 May 2014）.
157. ↑  Benjamin J. Segal. . （原始内容存档于27 February 2012）.
158. ↑  Brog, David. . Simon and Schuster. 20 March 2017. ISBN 9781621576099.
159. ↑  M. Sharon. . Koninklijke Brill NV. 2010.
160. ↑  International Dictionary of Historic Places: Middle East and Africa by Trudy Ring, Robert M. Salkin, Sharon La Boda, pp. 336–339
161. ↑  The Blackwell Dictionary of Judaica （页面存档备份，存于）, Meir of Rothenburg.
162. ↑  Joan Comay; Lavinia Cohn-Sherbok. . Psychology Press. 2002: 124  [23 December 2011]. ISBN 978-0-415-26030-5.
163. 1 2 3 4  Heinrich Graetz; Bella Lowy. . Cosimo, Inc. 2009: 72–75. ISBN 978-1-60520-946-3.
164. ↑  Abraham David; Dena Ordan. . University of Alabama Press. 2010: 12. ISBN 978-0-8173-5643-9.
165. 1 2  Dan Bahat. . Israel Economist. 1976: 48  [23 December 2011].
166. ↑  Berl Locker. . Sharon Books. 1947: 83  [24 December 2011].
167. ↑  Abraham P. Bloch. . KTAV Publishing House, Inc. 1987: 8. ISBN 978-0-88125-108-1.
168. ↑  Denys Pringle. . Cambridge University Press. 2007: 221  [24 December 2011]. ISBN 978-0-521-39038-5.
169. ↑  . www.encyclopedia.com.   [2024-04-25]. （原始内容存档于2023-12-23）.
170. ↑  Abraham P. Bloch. . KTAV Publishing House, Inc. 1987: 80. ISBN 978-0-88125-108-1.
171. 1 2  Israel Zinberg. . KTAV Publishing House, Inc. 1978: 24. ISBN 978-0-87068-241-4.
172. ↑  Fannie Fern Andrews. . Hyperion Press. February 1976: 145  [25 December 2011]. ISBN 978-0-88355-304-6.
173. 1 2  Solomon Schechter. . Gorgias Press LLC. May 2003: 206  [23 December 2011]. ISBN 978-1-59333-039-2.
174. ↑  Max Leopold Margolis; Alexander Marx. . Atheneum. 1985: 519  [25 December 2011]. ISBN 978-0-689-70134-4.
175. ↑  Koren, Zalman. . Western Wall Heritage Foundation.   [16 December 2007]. （原始内容存档于28 December 2007）.
176. ↑  . www.jewishvirtuallibrary.org.   [2021-04-30]. （原始内容存档于2022-03-19）.
177. ↑  . www.jewishvirtuallibrary.org.   [2021-04-30]. （原始内容存档于2024-05-14）.
178. 1 2 3  . www.jewishencyclopedia.com.   [2024-04-25]. （原始内容存档于2024-01-30）.
179. ↑  S. M. Dubnow; Simon Dubnow; Israel Friedlaender. . Avotaynu Inc. June 2000: 56–57  [2 August 2011]. ISBN 978-1-886223-11-0.
180. ↑  William Lee Holladay. . Fortress Press. June 1993: 143  [2 August 2011]. ISBN 978-0-8006-2752-2. This is followed by Lekhah Dodi … a hymn composed by Rabbi Shlomo Halevy Alkabetz, a Palestinian poet of the sixteenth century.
181. ↑  Raphael Patai. . Wayne State University Press. 1 September 1990: 232  [2 August 2011]. ISBN 978-0-8143-2271-0.
182. ↑  Paul A. Harrison. . Media Creations. 2004: 24. ISBN 978-1-59526-317-9.
183. ↑  Arthur A. Cohen; Paul Mendes-Flohr. . Jewish Publication Society. February 2009: 1081  [2 August 2011]. ISBN 978-0-8276-0892-4.
184. ↑  Shmuel Abramski. . Youth and Hechalutz Dept. of the World Zionist Organization. 1963: 238  [9 August 2011].
185. ↑  Franz Kobler. . Ararat Pub. Society. 1952: 360–363  [28 December 2011].
186. ↑  Elli Kohen. . University Press of America. 2007: 77–78. ISBN 978-0-7618-3600-1.
187. ↑  Abraham David; Dena Ordan. . University of Alabama Press. 2010: 32. ISBN 978-0-8173-5643-9.
188. ↑  Adena Tanenbaum, Didacticism or Literary Legerdemain? Philosophical and Ethical Themes in Zechariah Aldahiri's Sefer Hamusar, in Adaptations and Innovations: Studies on the Interaction between Jewish and Islamic Thought and Literature from the Early Middle Ages to the Late Twentieth Century, Dedicated to Professor Joel L. Kraemer, ed. Y. Tzvi Langermann and Josef Stern (Leuven: Peeters Publishers, 2008), pp. 355–379
189. 1 2  Elli Kohen. . University Press of America. 2007: 94–95. ISBN 978-0-7618-3600-1.
190. ↑  Bernard Lewis. . Oxford University Press. 1996: 42–43. ISBN 978-0-19-510283-3.
191. 1 2  Babel Translations (Firm). . Prentice Hall Press. July 1987: 205  [28 December 2011]. ISBN 9780135063200.
192. ↑  Isidore Singer; Cyrus Adler. . Funk and Wagnalls. 1912: 283. In 1660, under Mohammed IV. (1649-87), Safed was destroyed by the Arabs.
193. ↑  Jacob De Haas. . 1934: 345. Safed, hotbed of mystics, is not mentioned in the Zebi adventure. Its community had been massacred in 1660, when the town was destroyed by Arabs, and only one Jew escaped.
194. ↑  Sidney Mendelssohn. The Jews of Asia: especially in the sixteenth and seventeenth century. (1920), p. 241. "Long before the culmination of Sabbathai's mad career, Safed had been destroyed by the Arabs and the Jews had suffered severely, while in the same year (1660) there was a great fire in Constantinople in which they endured heavy losses..."
195. ↑  Franco, Moïse. . Librairie A. Durlacher. 1897: 88  [13 July 2011]. Moins de douze ans après, en 1660, sous Mohammed IV, la ville de Safed, si importante autrefois dans les annales juives parce qu'elle était habitée exclusivement par les Israélites, fut détruite par les Arabes, au point qu'il n' y resta, dit une chroniquer une seule ame juive.
196. ↑  A Descriptive Geography and Brief Historical Sketch of Palestine, p. 409. "Sultan Seliman surrounded it with a wall in 5300 (1540), and it commenced to revive a little, and to be inhabited by the most distinguished Jewish literati; but it was destroyed again in 5420 (1660)."
197. ↑  Joel Rappel. History of Eretz Israel from Prehistory up to 1882 (1980), vol. 2, p. 531. "In 1662 Sabbathai Sevi arrived to Jerusalem. It was the time when the Jewish settlements of Galilee were destroyed by the Druze: Tiberias was completely desolate and only a few of former Safed residents had returned..."
198. ↑  Barnai, Jacob. The Jews in Palestine in the Eighteenth Century: under the patronage of the Istanbul Committee of Officials for Palestine. University of Alabama Press, 1992. ISBN 978-0-8173-0572-7; p. 14
199. 1 2  Halpern, Ben; Reinharz, Jehuda. . Oxford University Press. 1998. ISBN 9780195357844.Halpern, Ben; Reinharz, Jehuda (1998). Zionism and the Creation of a New Society. Oxford University Press. ISBN 9780195357844.
200. ↑  . www.jewishmag.com.   [2021-04-30]. （原始内容存档于2021-01-24）.
201. ↑  Aviezer Ravitzky. Messianism, Zionism, and Jewish religious radicalism. 1996, page 228
202. ↑  Malamat, Abraham; Tadmor, Hayim. . Harvard University Press. 1976. ISBN 9780674397316.
203. ↑  . Anti-Defamation League. 2006  [4 October 2006]. （原始内容存档于2013-01-04）.
204. ↑  . MidEastWeb.org. 2005  [4 October 2006]. （原始内容存档于2011-08-14）.
205. ↑   (PDF). （原始内容 (PDF)存档于28 September 2007）.
206. ↑  . www.jewishmag.co.il.   [2021-04-30]. （原始内容存档于2024-02-16）.
207. ↑  Carmel, Alex. . Bloomsbury. 30 November 2010. ISBN 9780857718716.
208. ↑  Reich, Bernard. . Infobase. 2008. ISBN 9781438108261.
209. ↑  . My Jewish Learning.   [2021-04-30]. （原始内容存档于2024-03-13） （美国英语）.
210. ↑  Piamenta, Moshe: Jewish Life in Arabic Language and Jerusalem Arabic in Communal Perspective: A Lexico-Semantic Study, p. 4
211. ↑  . （原始内容存档于17 October 2007）.
212. ↑  . www.jewishvirtuallibrary.org.   [2024-04-25]. （原始内容存档于2017-01-08）.
213. ↑  . 6 September 2016  [2024-04-25]. （原始内容存档于2024-03-04）.
214. ↑  . www.jewishvirtuallibrary.org.   [2021-04-30]. （原始内容存档于2016-04-22）.
215. ↑  . Charles River Editors. 21 September 2013  [16 August 2014]. ISBN 978-1492783619.
216. ↑  Israel Ministry of Foreign Affairs: Declaration of Establishment of State of Israel: 14 May 1948 的存檔，存档日期21 March 2012.
217. ↑  Smith, Charles D. Palestine and the Arab–Israeli Conflict: A History With Documents. Bedford/St. Martin's: Boston. (2004). Pg. 198
218. ↑  General Progress Report and Supplementary Report of the United Nations Conciliation Commission for Palestine, Covering the period from 11 December 1949 to 23 October 1950, Georgia A/1367/Rev.1 23 October 1950
219. ↑  Benny Morris. . Cambridge. 2004. passim.
220. ↑  Palestinian Refugees: An Overview （页面存档备份，存于）, PRRN